# Catedral de Santa María della Neve
La catedral de Santa Maria della Neve o "madrice" es un lugar de culto católico, así como la iglesia madre y arcipreste de la ciudad de Mazzarino, en la provincia de Caltanissetta, perteneciente a la diócesis de Piazza Armerina. Es el edificio de culto más grande de la ciudad. Está situado en el centro histórico y domina Corso Vittorio Emanuele, frente al palacio de la familia Branciforte, los Príncipes de Butera y los Condes de Mazzarino, en Piazza Angelo.
Diseñada por el arquitecto jesuita Angelo Italia, es un ejemplo típico de la arquitectura barroca tardía siciliana que floreció en Val di Noto durante el período de reconstrucción tras el desastroso terremoto de 1693.

## Historia

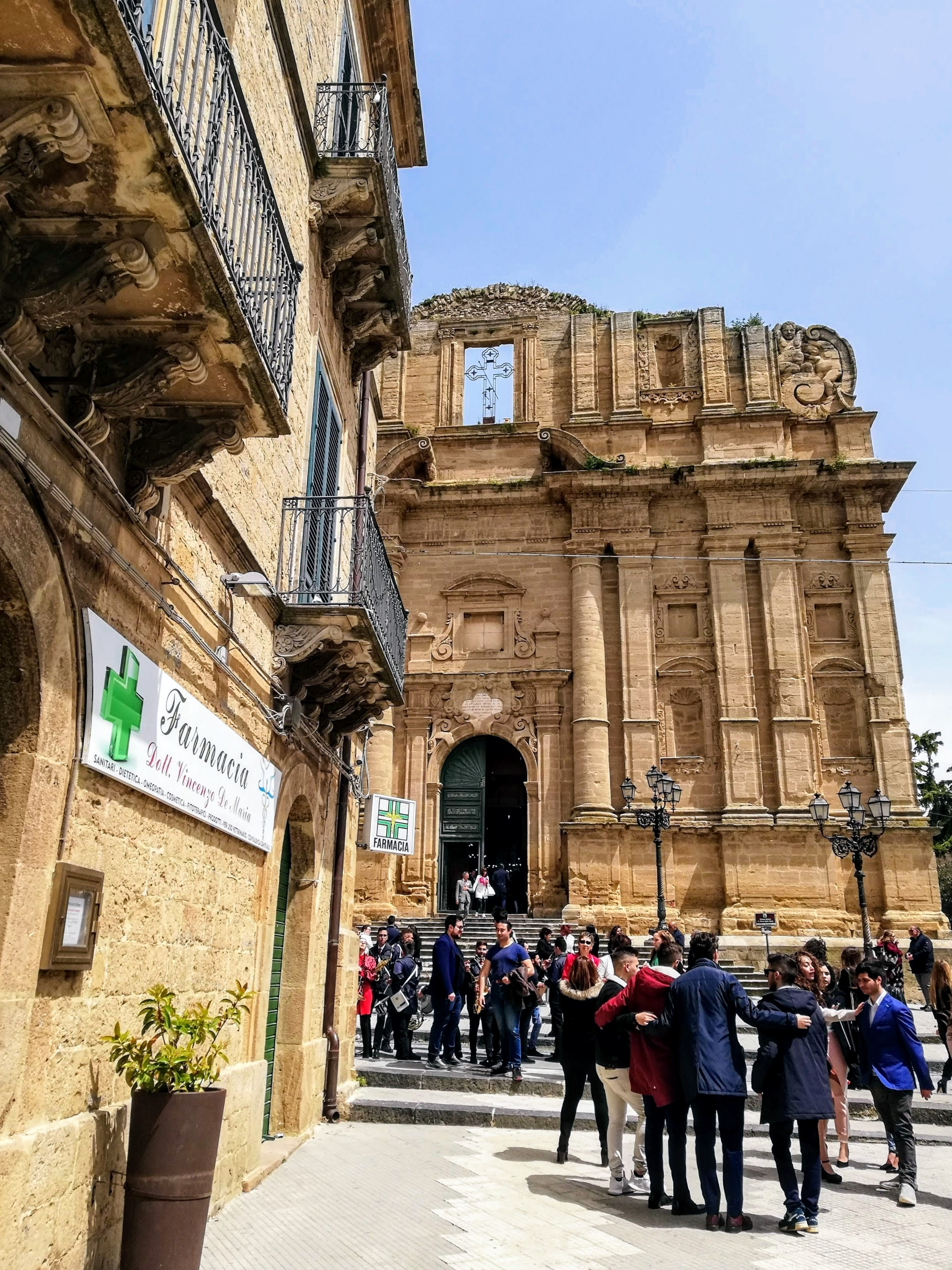
plaza "madre"

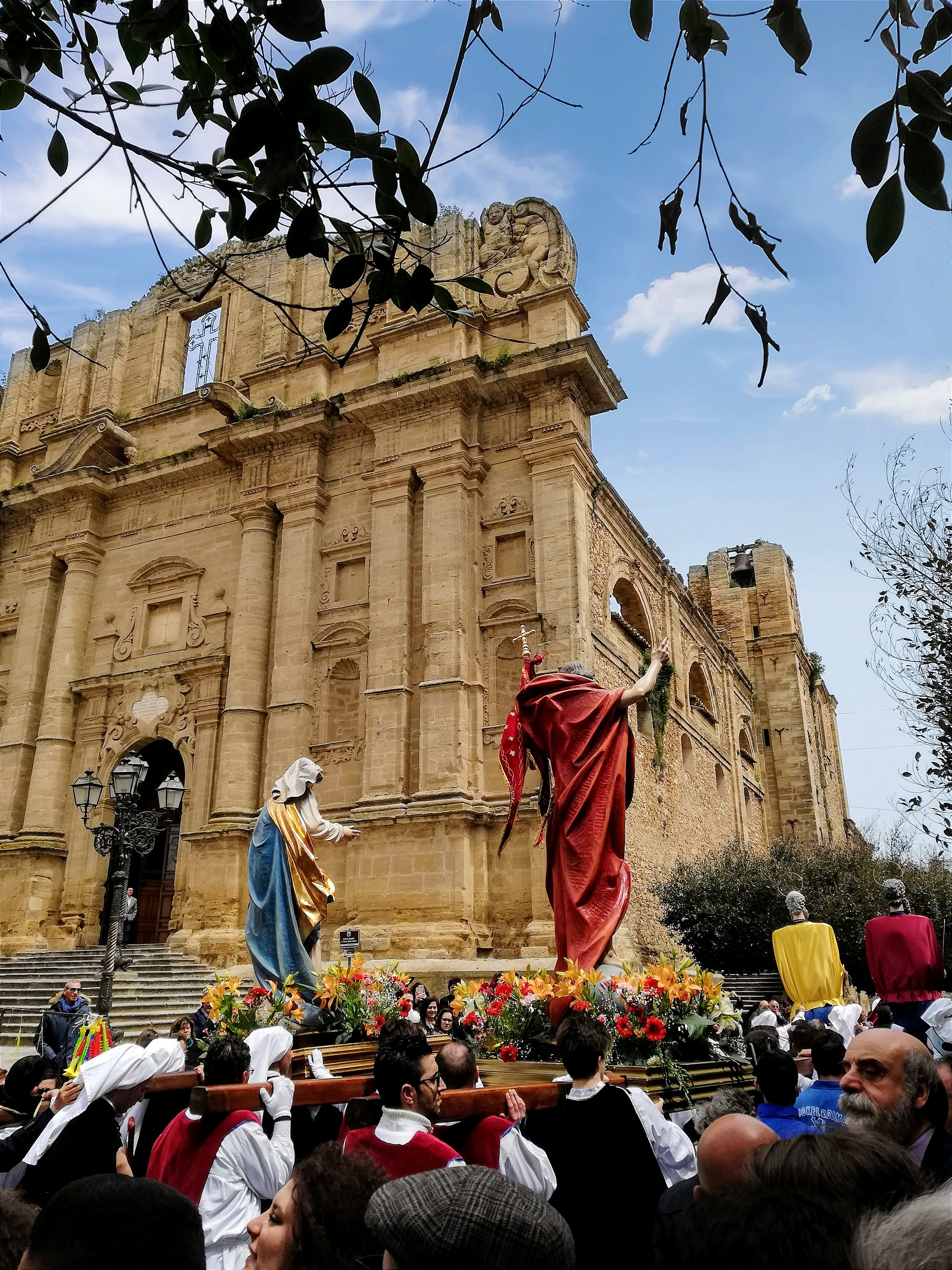
Fachada de la catedral de Santa María della Neve

La construcción de la nueva iglesia "madre" fue encargada por el Príncipe Carlo Maria Carafa-Branciforte, quien dispuso, en su testamento, el legado de la importante suma de 1.000 escudos "únicos" para la construcción de la catedral.

Lascio et ordino al mio herede universale che debba dare per la fabbrica della chiesa Matrice del Mazzarino scudi mille per una volta tantum.
Archivio di Stato di Palermo, Testamento del Principe Carlo Maria Carafa

La catedral fue construida en el mismo lugar donde se encontraba la antigua iglesia, que data del siglo XV, dedicada a la Madonna della Neve, gravemente dañada por el terremoto de Val di Noto en enero de 1693.

### El terremoto del 11 de enero de 1693
De hecho, Mazzarino, como las demás ciudades del Val di Noto y la diócesis de Siracusa, a la que pertenecía, sufrió diversos daños en sus edificios de culto a causa del terremoto del 11 de enero de 1693, entre ellos la antigua iglesia matriz de Sant' Antonio Abate, que pronto quedó inutilizable, aunque, según demuestran los registros de la iglesia "matriz", el terremoto no causó víctimas en la localidad. De ahí la voluntad del Príncipe de Butera y Conde de Mazzarino, Don Carlo Maria Carafa Branciforte, de construir un nuevo y suntuoso edificio para albergar la nueva iglesia "Matrice".    El único documento que nos ha llegado, relatado por el historiador local Pietro di Giorgio Ingala, que confirma históricamente los hechos ocurridos en Mazzarino a causa del terremoto, consiste en una Bula Papal, precedida por una súplica de 1739 del obispo de Siracusa Matteo. Trigona, en la que pedía al Papa Clemente XII conceder gracias y privilegios a favor de los fieles que habían cooperado en la reconstrucción y restauración de las iglesias madres de las ciudades y tierras de la diócesis de Siracusa, arruinadas a causa del citado terremoto. Entre estas iglesias madre (las de Noto, Ragusa, Scicli, Militello, Palazzolo, Ferla y otras) figuraba, precisamente, la de Mazzarino.

Beatissimo Padre,

Matteo Trigona Obispo de Siracusa, de luto en este, para hacer la visita del Sagrado Limini, representa humildemente a Su Santidad cómo, habiendo ocurrido un horrible terremoto en 1693, destruyó buena parte de las Universidades e Iglesias de la Diócesis, y no habiendo aún así hemos podido perfeccionar las Iglesias, dañando gravemente el culto divino, y especialmente las Iglesias Matriz de las Universidades de Noto, Lentini, Augusta, Ragusa, Scicli, Mazzarino, Santa Maria di Niscemi, Militello, Avola, Melilli, Licodia, Palazzolo, Buccheri. , Sortino y Ferla; por lo tanto, para que los fieles frecuentan más las citadas Matrices y aumente el culto Divino, el Orador ruega a Su Santidad, para que complazca a todas las Personas de ambos sexos, que cada vez que visiten una de las citadas Matrices, cooperen en de cualquier manera en la erección o perfección de dichas Matrices, ganarán cien días de Indulgencia con la facultad de poder aplicarlas a modo de sufragio a las Santas Almas del Purgatorio. etcétera etcétera. 

El 8 de agosto de 1739.
Matteo Trigona, Vescovo di Siracusa

la Bula Papal sigue:

El Santísimo ha concedido bondadosamente que cualquier cristiano de ambos sexos que pueda visitar una de las Iglesias Matricas registradas en cualquier día del año y orar allí durante un cierto período de tiempo para descansar cien días en la forma habitual del La Iglesia puede beneficiarse de lo que se le ha ordenado. A pesar de todos los que hacían lo contrario, deseaba que la presente gracia durara siete años y que Brevis fuera apoyado sin ninguna campaña.

Romae; Typis Reverendae Camerae Apostolicae 1739
D. Cardinalis Passioneus

Sigue la circular manuscrita del 18 de febrero de 1744 del obispo Matteo Trigona dirigida a los fieles de Mazarino:

Siracusa 18 de febrero de 1744 
Exhortamos a todos los fieles de la ciudad de Mazarino a entusiasmarse con la entrega del nuevo edificio (la iglesia principal de S. Maria della Neve) y a aprovechar las indulgencias antes expresadas, también para el sufragio de las santas almas del Purgatorio, reflejando que Dios, a través de su Liberalidad, ha permitido que todos los individuos tengan un hogar, y él, que es el Maestro y Creador del Mundo entero, aún en Mazarino ruega tener su propio templo, no para sí mismo. , porque no tiene tal necesidad, sino dar gracias a todos y recibirlo en el Sacramento; y añadimos otros 40 días a dichas Indulgencias para los bienhechores.
D. MATTEO V. di Siracusa

Según la información histórica que nos ha llegado, el diseño de la catedral fue confiado al arquitecto jesuita Angelo Italia, quien en aquella época se trasladó a Mazzarino para dirigir las obras de construcción del palacio del conde Adonnino.
Los dibujos originales, sin embargo, se han perdido.

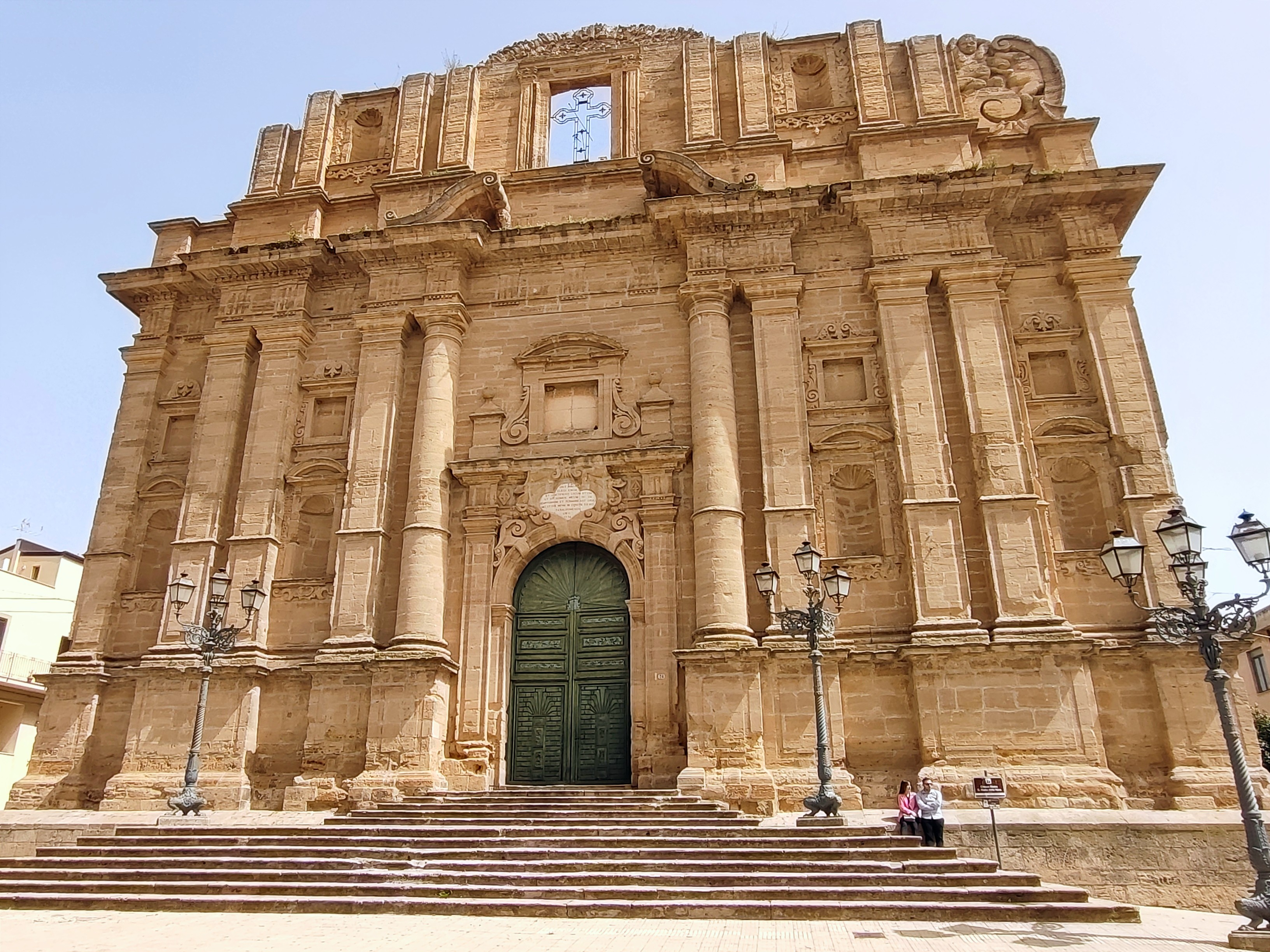
iglesia madre

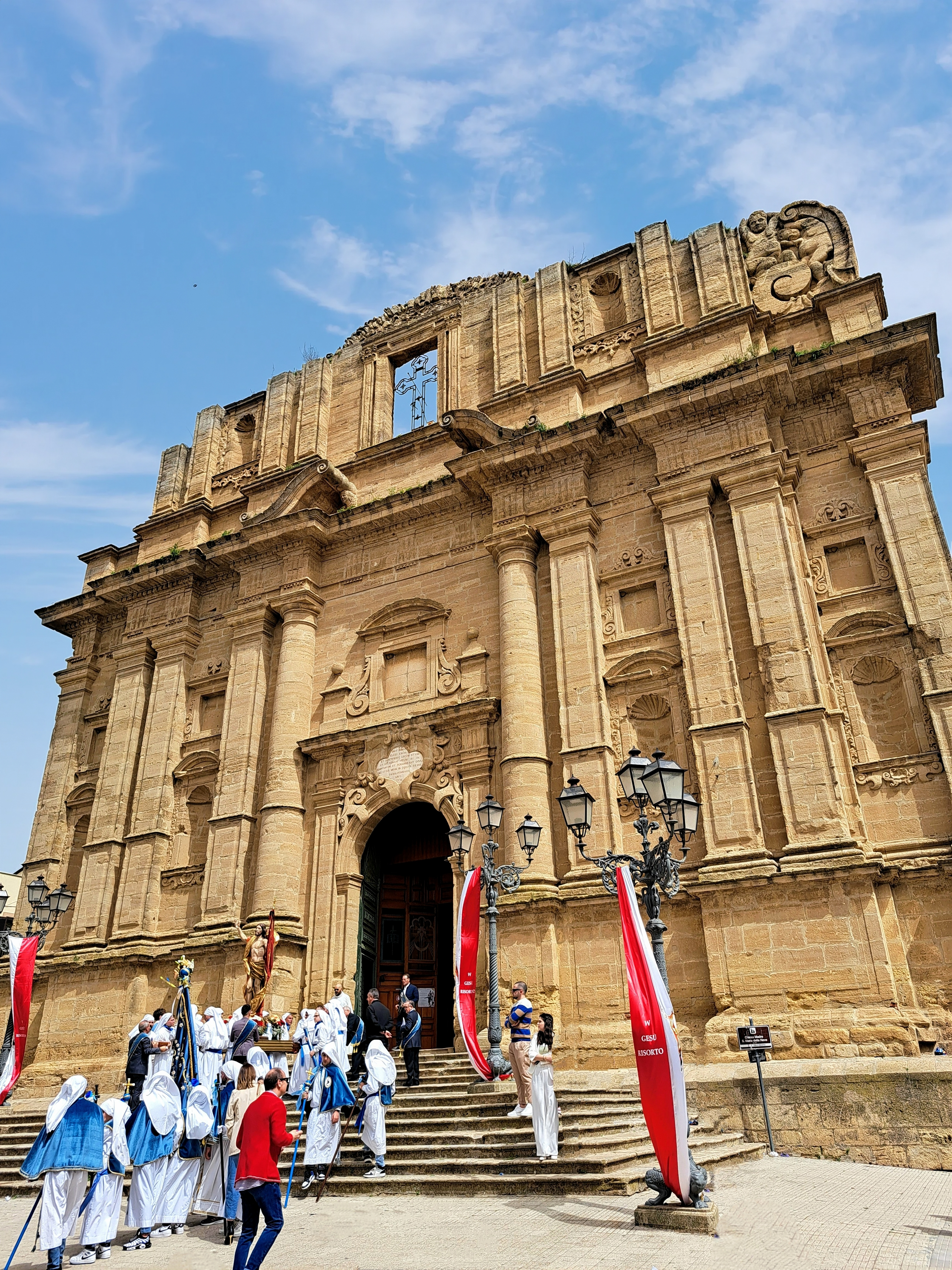
Vista de la catedral

Estudios recientes han propuesto la hipótesis, considerada plausible por los historiadores, de que la construcción de una nueva iglesia madre de mayor tamaño ya formaba parte de las intenciones del predecesor de Carafa, el conde don Giuseppe Branciforte, que habría confiado el proyecto al arquitecto. y el ingeniero luccano Francesco Buonamici (1596-1677) que se trasladó a Sicilia entre 1635 y 1657, y en todo caso hacia 1659, año de su traslado definitivo a Malta .Buonamici, según las fuentes que nos han llegado, estuvo particularmente activo en Sicilia entre la primera y la segunda mitad del siglo XVII en el diseño de varios edificios religiosos entre Palermo, Trapani, Siracusa y Piazza Armerina.

Fue el propio Buonamici quien introdujo la arquitectura barroca, aprendida en el ambiente cultural romano, en Malta y Sicilia (antes incluso del terremoto de Val di Noto), popularizándola con los proyectos de la Iglesia de la Circuncisión de Jesús y la Colegiata de San Paul en La Valeta, y de la Iglesia de San Giuseppe y Sant'Ignazio di Loyola en Siracusa.Precisamente la proximidad a la ciudad de Piazza Armerina, donde a mediados del siglo XVII el arquitecto Francesco Buonamici participó en la dirección de las obras de la Catedral, sugeriría la paternidad de esta última con el diseño original de la Catedral de Santa Maria della. Neve en Mazzarino. La atribución del proyecto inicial al arquitecto de Lucca se vería respaldada además por la fuerte analogía y similitud de los elementos decorativos y arquitectónicos utilizados en la decoración de la fachada, en particular en la Portada, en las pilastras y en las cornisas, completamente similares a los creados por el propio Buonamici en algunas iglesias entre Siracusa y Malta.
El arquitecto Angelo Italia, por tanto, a diferencia de lo que relata la historiografía local, escasa e incierta, habría intervenido más tarde, durante la fase de construcción, a finales del siglo XVII. por iniciativa del mecenazgo del Príncipe Carlo Maria Carafa .

### Las obras de construcción del nuevo "Madrice"

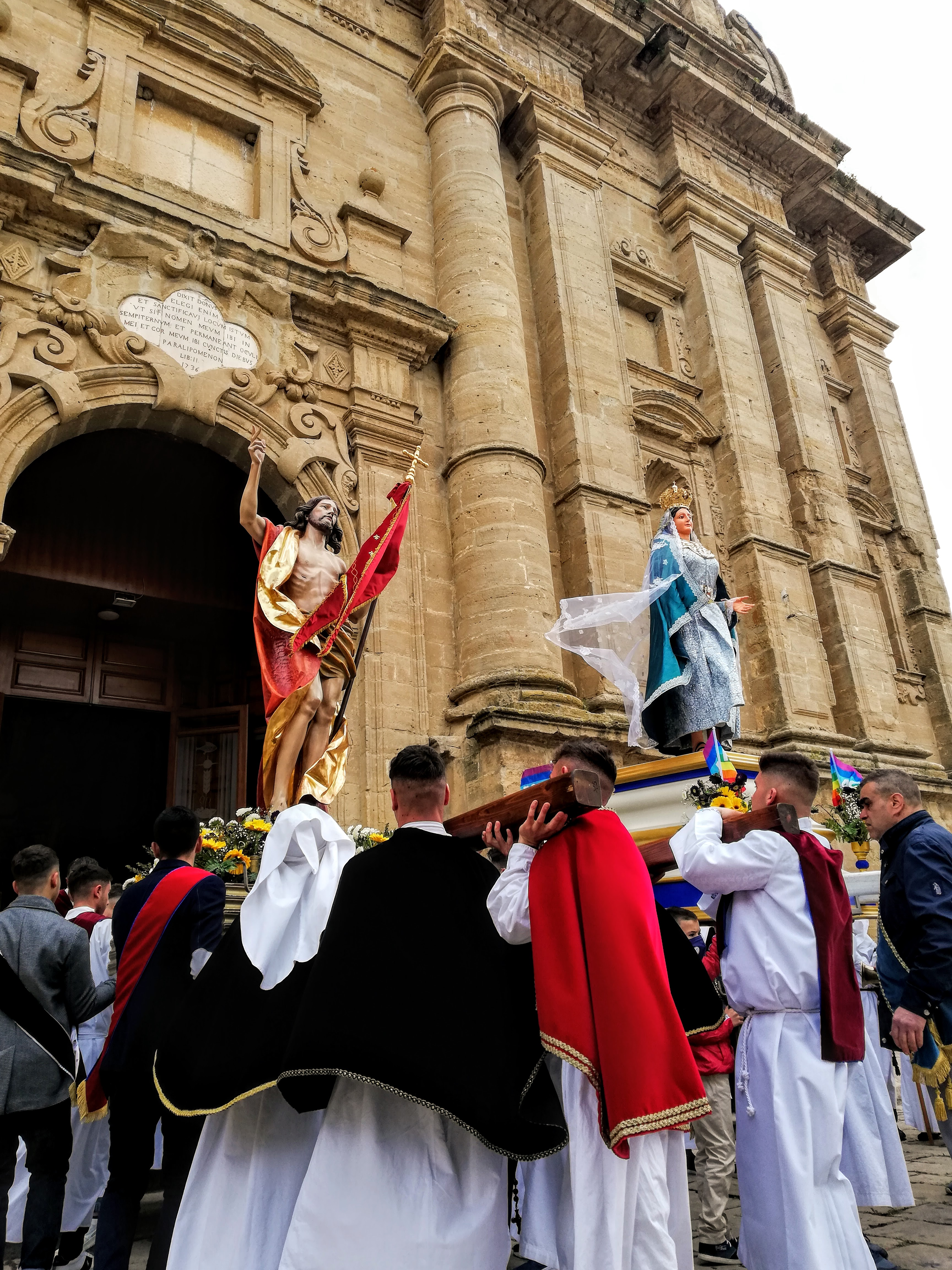
Lanzamiento de los simulacros del Domingo de Resurrección

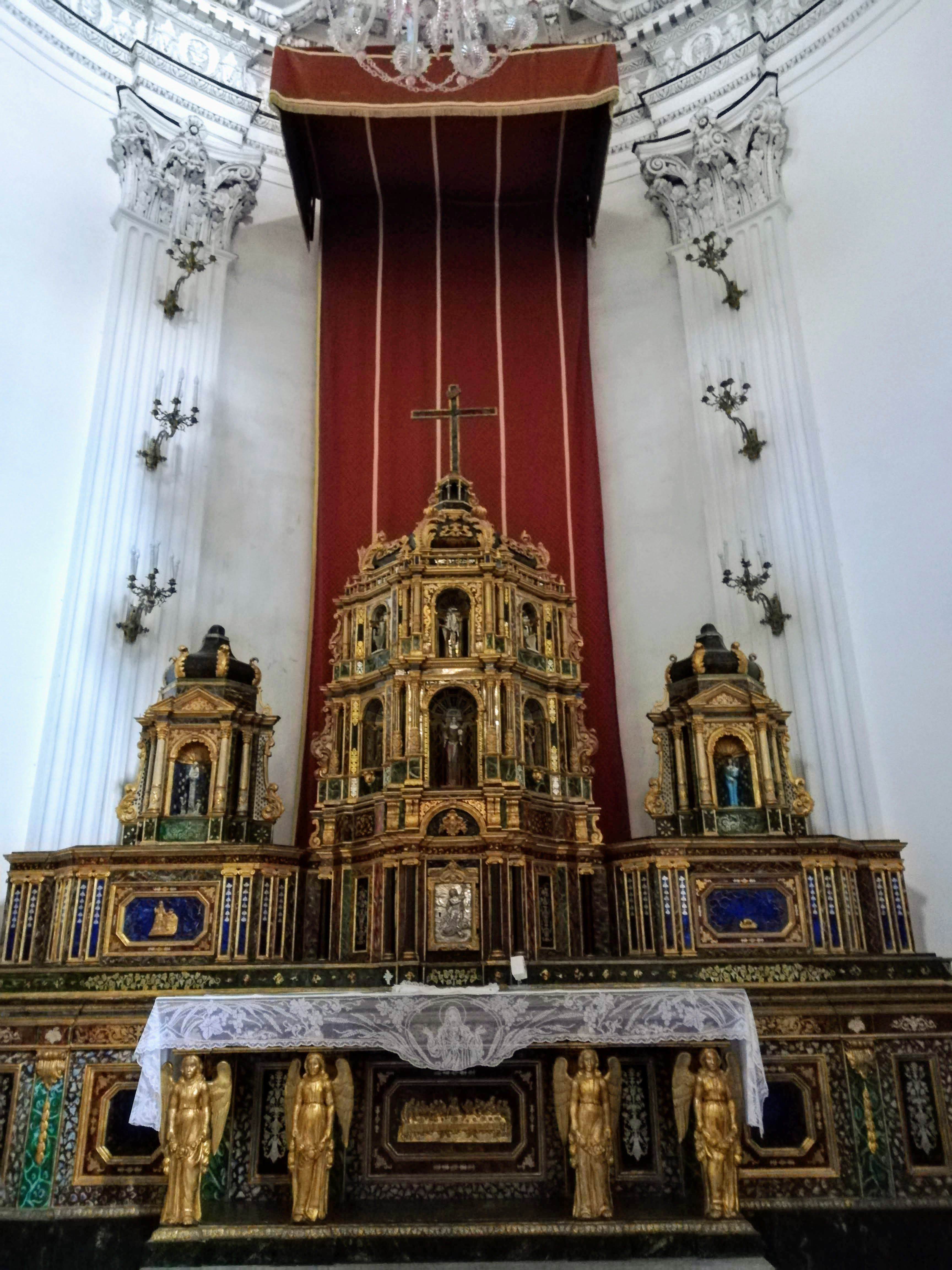
altar del Santísimo Sacramento

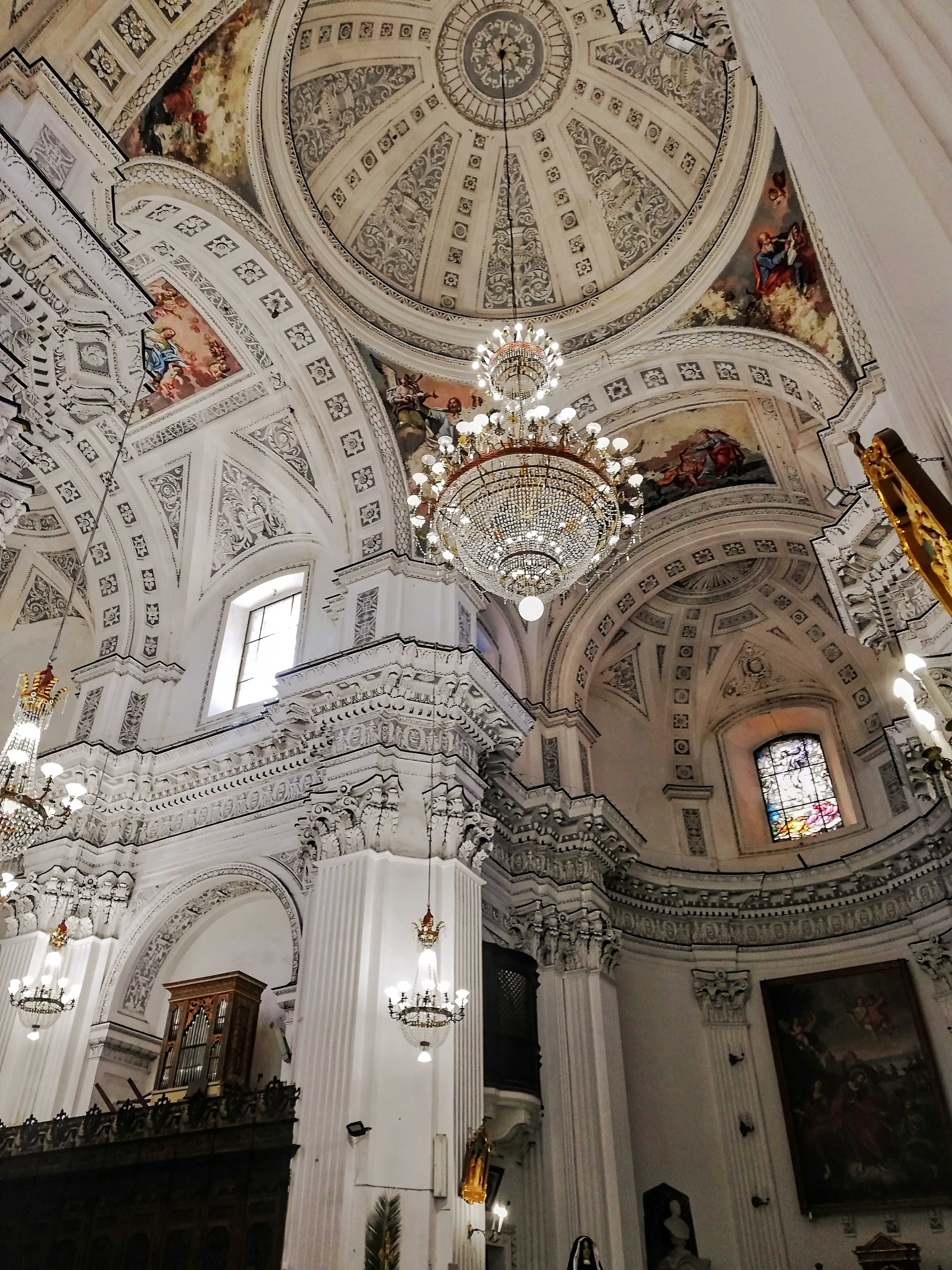
Interior - cúpula de la iglesia madre

Los acontecimientos vinculados a la construcción, sin embargo, no siempre tuvieron un desarrollo lineal, tanto es así que las obras continuaron de forma intermitente a lo largo del siglo XVIII.La actividad de construcción, iniciada en 1694, a raíz del terremoto, fue interrumpida ya en 1736, para ser reanudada en 1777, y finalmente finalizada sólo en 1844, según relata el historiador Pietro di Giorgio Ingala. 

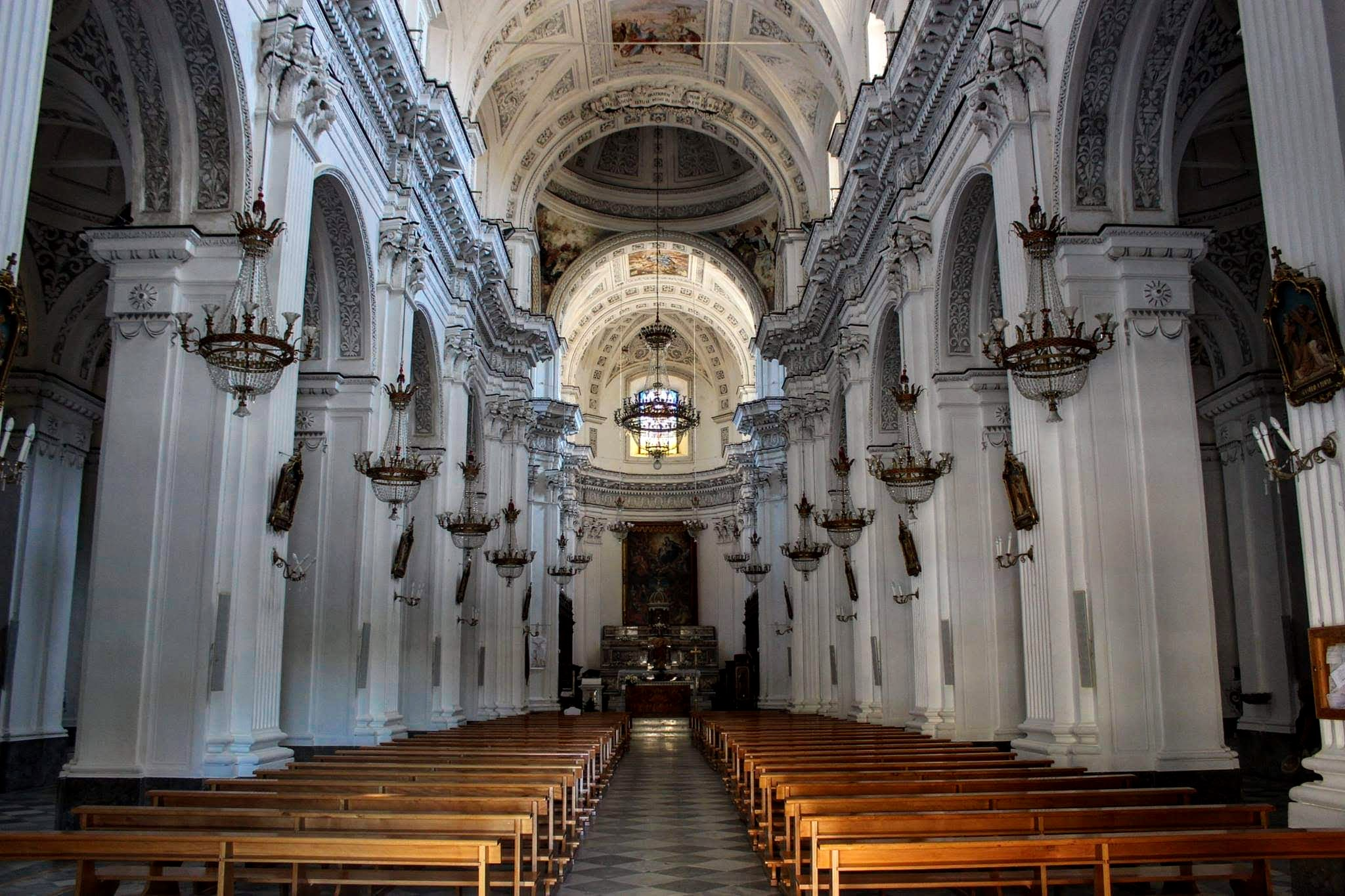
Interno

El proyecto original, según el historiador, preveía una estructura de una sola nave con bóveda de cañón y grandes altares laterales.Debió levantarse una gran cúpula en el centro de la cruz, dos campanarios a ambos lados y un suntuoso frontón en lo alto de la fachada con dos relojes.

El diseño original del templo actual fue realizado por el arquitecto [Angelo] Italia, originario de Licata y que vino a Mazzarino donde estableció su residencia, para dirigir las obras de construcción y realizar el diseño del Palacio Adonnino, hoy de la Cav. Alberti. Italia había viajado mucho por el continente y fue en las principales ciudades del Reino donde adquirió muchos conocimientos que lo hicieron valioso en su profesión. Vivió mucho tiempo en Roma y murió en Mazarino. Hasta 1830 sus bocetos y dibujos fueron conservados por su familia, y entre ellos quedó el diseño de este templo, que fue entregado al rector de la iglesia de la época, y luego disperso. Quienes lo observaron dicen que representaba el templo de una sola vasija. La ventana perspectiva, ahora sobre el techo, correspondía al interior del templo para iluminarlo, y las ventanas laterales con media luna invertida, tres a cada lado, contribuían a iluminarlo aún más. La perspectiva, además de lo que nos muestra, por incompleta que sea, presentaba dos relojes en los dos lados extremos superiores, que descansaban sobre dos relieves bajos tallados, que a la derecha eran Caín y Abel, y a la izquierda Adán y Eva, que sin embargo, se puede ver los últimos terminados. El acabado de esta perspectiva fue algo alegre, debido a los dibujos en relieve que contenía. No se colocó el epígrafe de mármol blanco que conmemora el Sac. Don Andrea Bartolotta, que completó el templo, ni los 12 apóstoles que decoraron la perspectiva, en la que se realizaron cinco marcos para las inscripciones, y seis hornacinas para colocar otros tantos medio bustos o pequeñas estatuas. En el centro de la cruz del templo había una gran cúpula apoyada en un plano cuadrado, en cuyos cuatro lados se elevaban cuatro majestuosas agujas sobre los campanarios. Debido a las grandes proporciones, los contemporáneos creían que un edificio tan majestuoso se arruinaría rápidamente, por lo que fue necesario reformar el diseño cuando se iba a inaugurar la grandiosa bóveda. Por lo tanto, se bajaron las bases de las agujas y se abandonó la idea de intentarlo por única vez. Cuando murió el arquitecto Italia, el edificio quedó sin terminar; y la obra quedó de lado durante aproximadamente un siglo. Entonces surgió el Sac. Don Andrea Bartolotta, quien, sin preocuparse por los gastos (ya que el emprendimiento fue abandonado por falta de fondos), asumió el compromiso con el pueblo, y unidos lograron llevarlo a término, modificando el diseño a tres naves..
Pietro di Giorgio Ingala, Investigaciones y consideraciones históricas sobre la antigua ciudad de Mazarino., 1900.

Las dificultades técnicas, y en parte económicas, debidas a la muerte prematura del príncipe Carlos María Carafa, ocurrida en 1695 (apenas un año después del inicio de las obras), llevaron a una remodulación del proyecto inicial y, tras un largo período de inactividad, gracias al compromiso financiero de la sac. Andrea Bartolotta, y con el aporte de la limosna del pueblo, se completó la construcción, con la modificación de la distribución inicial de una a tres naves y la reducción de la bóveda, por el arquitecto Giuseppe Ferrara. Del proyecto inicial quedan como testimonio el gran ventanal que debía iluminar la nave, que ahora se abre sobre la cubierta, y los lunetos laterales.

En 1744 los muros perimetrales al norte y al este, en correspondencia con el ábside y los transeptos, sufrieron un derrumbe. El párroco Don Giuseppe Timpanello encargó al arquitecto Rosario Gagliardi de Noto, muy activo en ese momento en Val di Noto, que investigara las causas después de un cuidadoso examen de las causas que habían provocado el fallo, es decir, la presencia de un. acuífero subterráneo, indicó las soluciones técnicas necesarias para permitir una rápida reanudación de las obras de construcción de la Catedral. En 1777, a instancias del párroco Don Giuseppe Di Giovanni, se reanudaron las obras de construcción de la iglesia madre que se iba a construir.
El arquitecto encargado de dirigir la finalización de las obras fue Giuseppe Ferrara, quien desempeñó un papel importante en el diseño de varios monumentos del Val di Noto, asistido por el maestro de obras de Mazzarino Matteo Buccola.
Las últimas obras de albañilería se realizaron en 1844 por voluntad del saco. Salvatore Faraci, y se refiere al suelo de mármol y al estuco de las bóvedas.

## Descripción

### Exterior

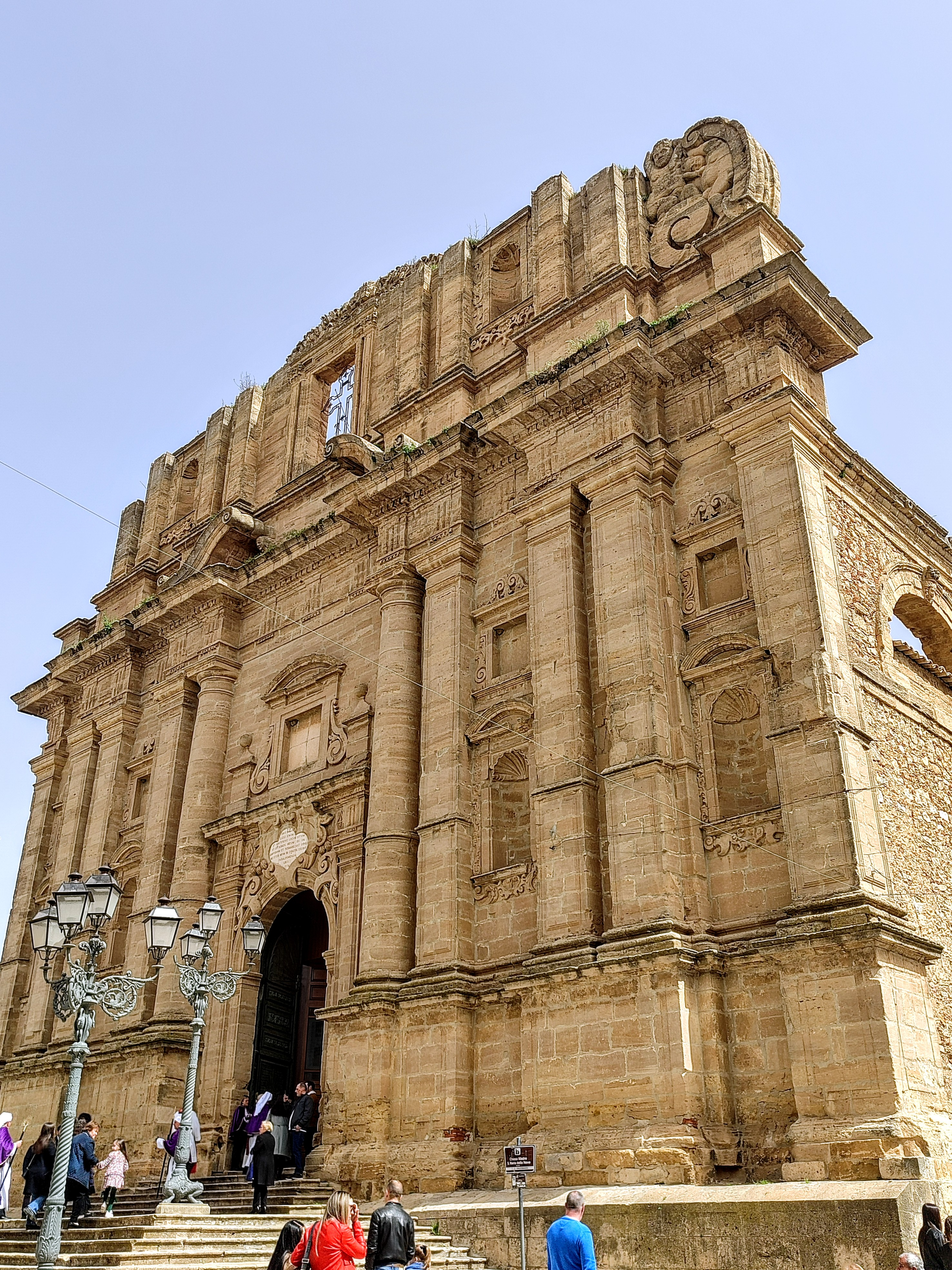
Madrice - Folleto principal

La fachada, hecha de bloques de piedra arenisca local tallada, quedó parcialmente sin terminar debido a dificultades financieras y de construcción.La fachada, de estilo barroco siciliano, tiene hornacinas y paneles que se alternan con pilastras pareadas y, cerca del portal, dos semicolumnas, coronadas por capiteles de orden toscano que sostienen el gran entablamento de orden dórico que divide el primero del segundo orden.
La parte central del primer orden se caracteriza por el conjunto gemelo de pilastras y semicolumnas y por el coronamiento de volutas acroteriales simétricas, que insinúan un tímpano mixtilínea.
La fachada está adornada por seis hornacinas, enmarcadas por motivos barrocos y rematadas por frontones de medio punto con arcos rebajados, de los cuales cuatro de primer orden y dos de segundo, sobre el entablamento y la cornisa, que deberían haber albergado estatuas. de santos o bustos. Asimismo, en el primer orden se encuentran cinco paneles enmarcados sobre los que se sitúan antefijas con palmeras invertidas, para inscripciones o bajorrelieves que ya no se ejecutan. 
En la parte superior del lado derecho hay un gran bajorrelieve que representa la creación de Adán y Eva, pero en el lado izquierdo no se creó el correspondiente que, según las fuentes, debería haber representado a Caín y Abel .La catedral tiene planta longitudinal de cruz latina orientada al oeste. Tiene tres accesos, el más grande correspondiente a la fachada principal, en un nivel elevado respecto al nivel de la calle, que se abre a la amplia escalera de Piazza Angelo Monterosso, con un portal barroco de arco de medio punto rematado por un frontón enrevesado, con vueltas de bandas., que enmarca un medallón, y figuras laterales fitomorfas y antropomorfas a modo de arnés. Sobre el marco se encuentra un panel, flanqueado por píxides acroteriales sobre pedestales y con un marco con paneles en las esquinas superiores y volutas a los lados y rematado por un frontón segmentado.

Las otras dos entradas, en otras tantas escaleras, dan al norte y al sur, directamente a Corso Vittorio Emanuele  El párroco Don Giuseppe Timpanello hizo instalar la gran campana y el busto de mármol de Don por su cuenta. Andrea Bartolotta, responsable de la finalización de la catedral.

Exterior
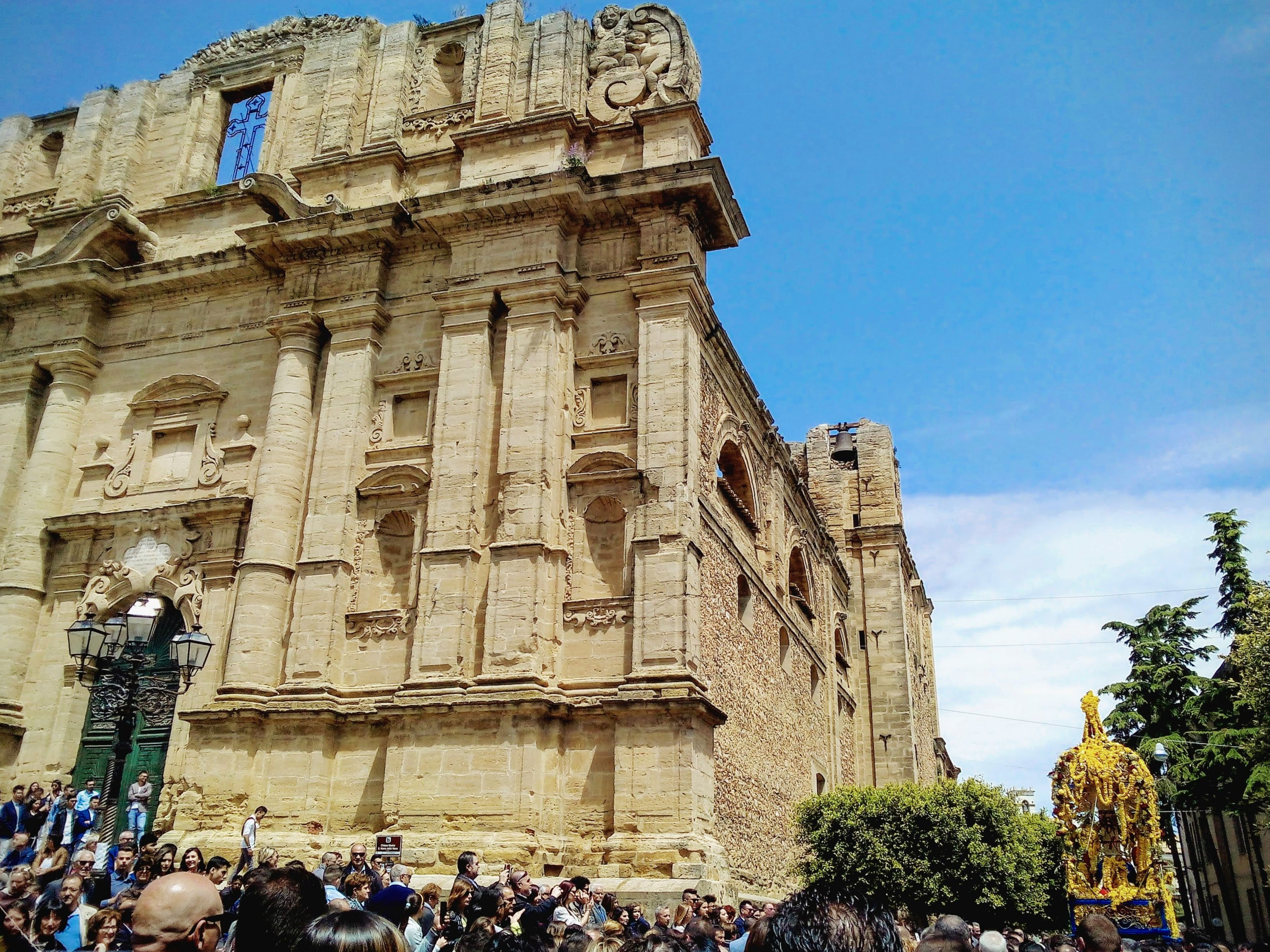
foletto
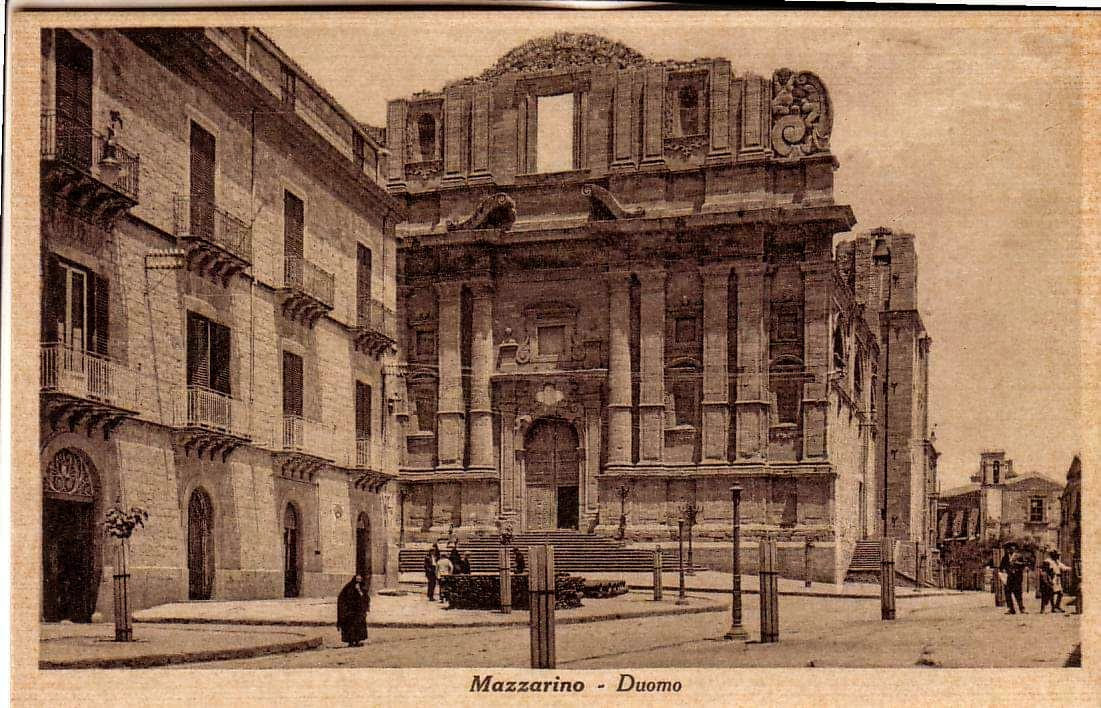
Foto de época, 40 años.
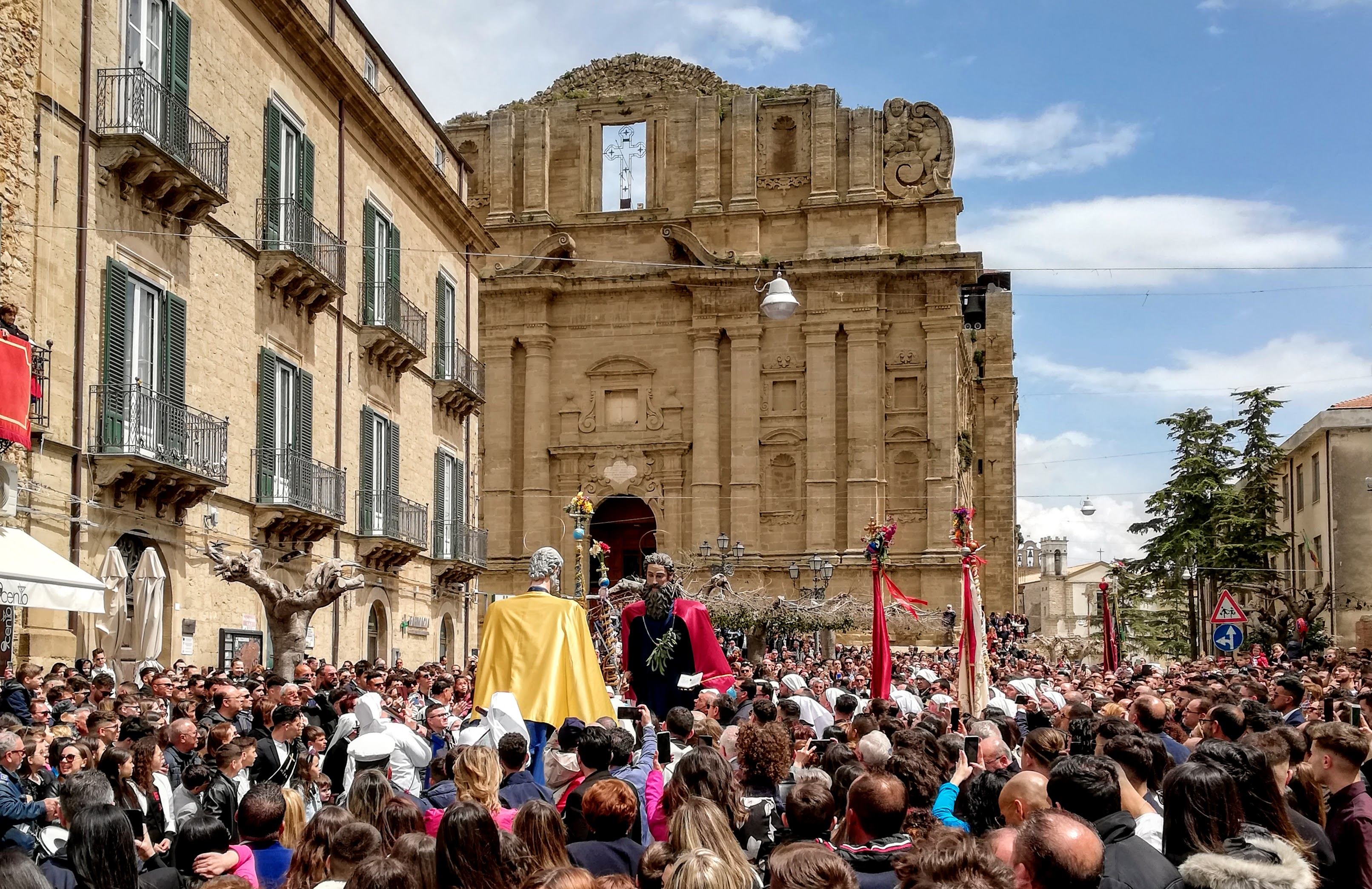
Plaza Madrid - Domingo de Resurrección
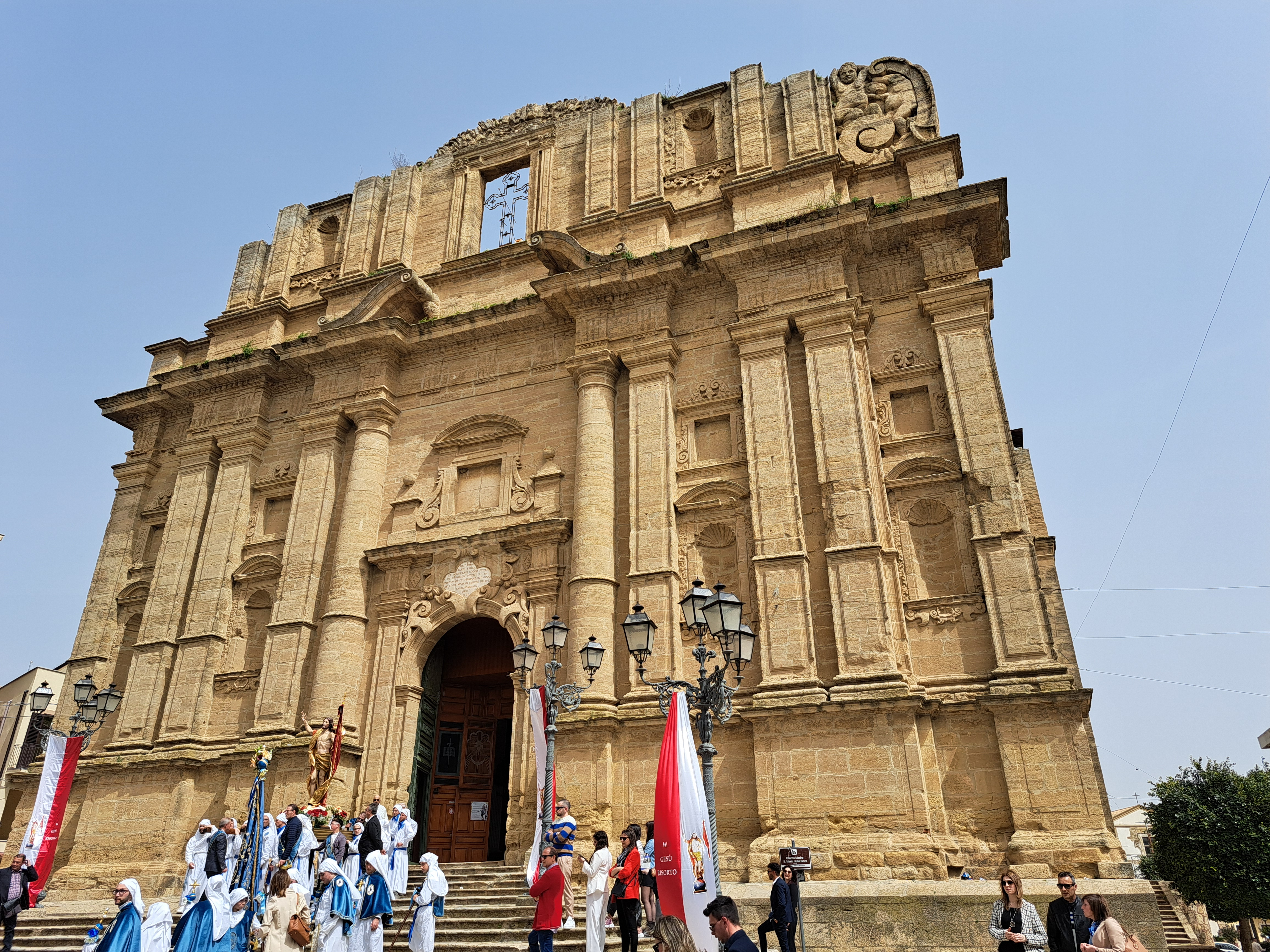
Fachada monumental
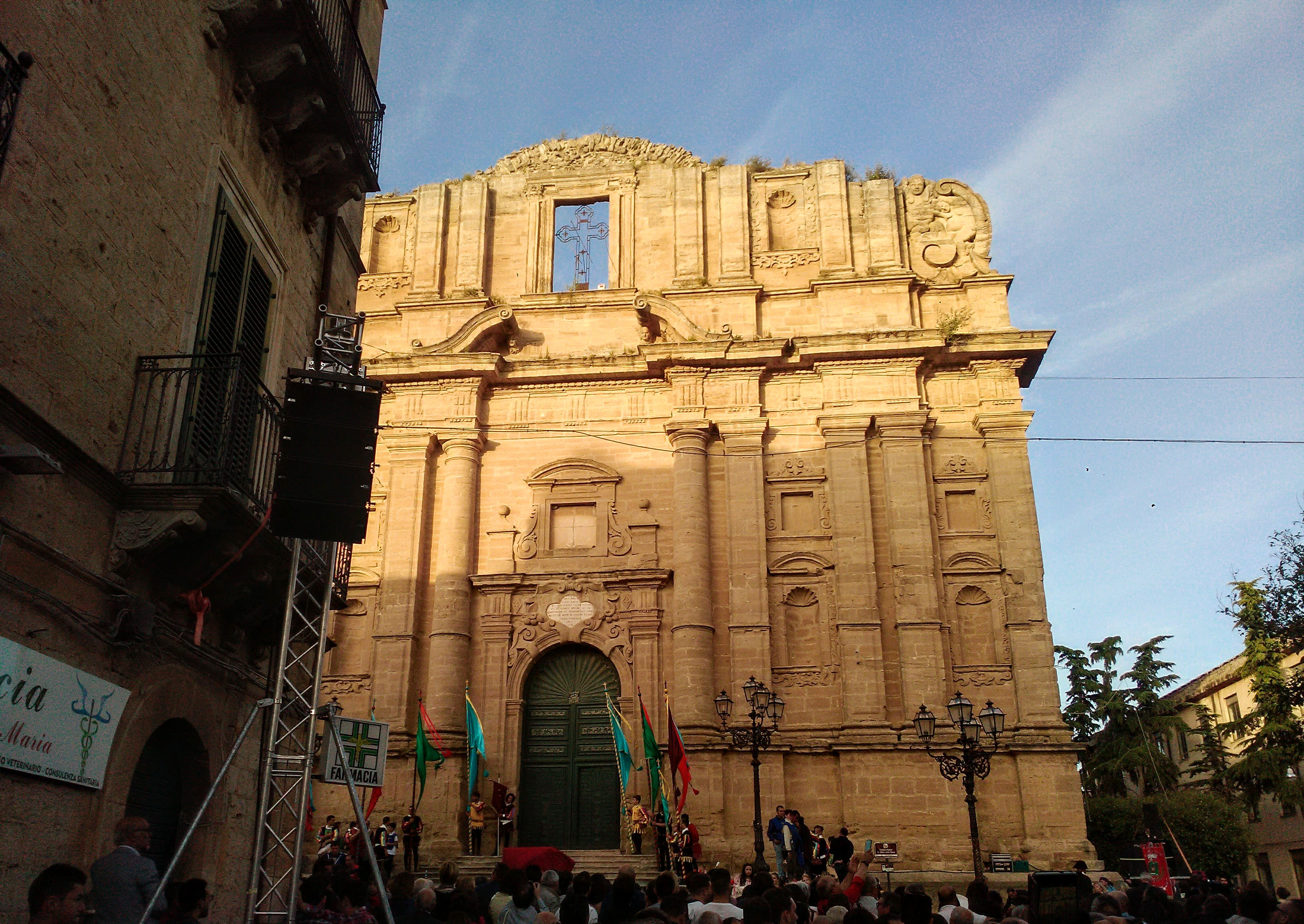
fachada de la catedral
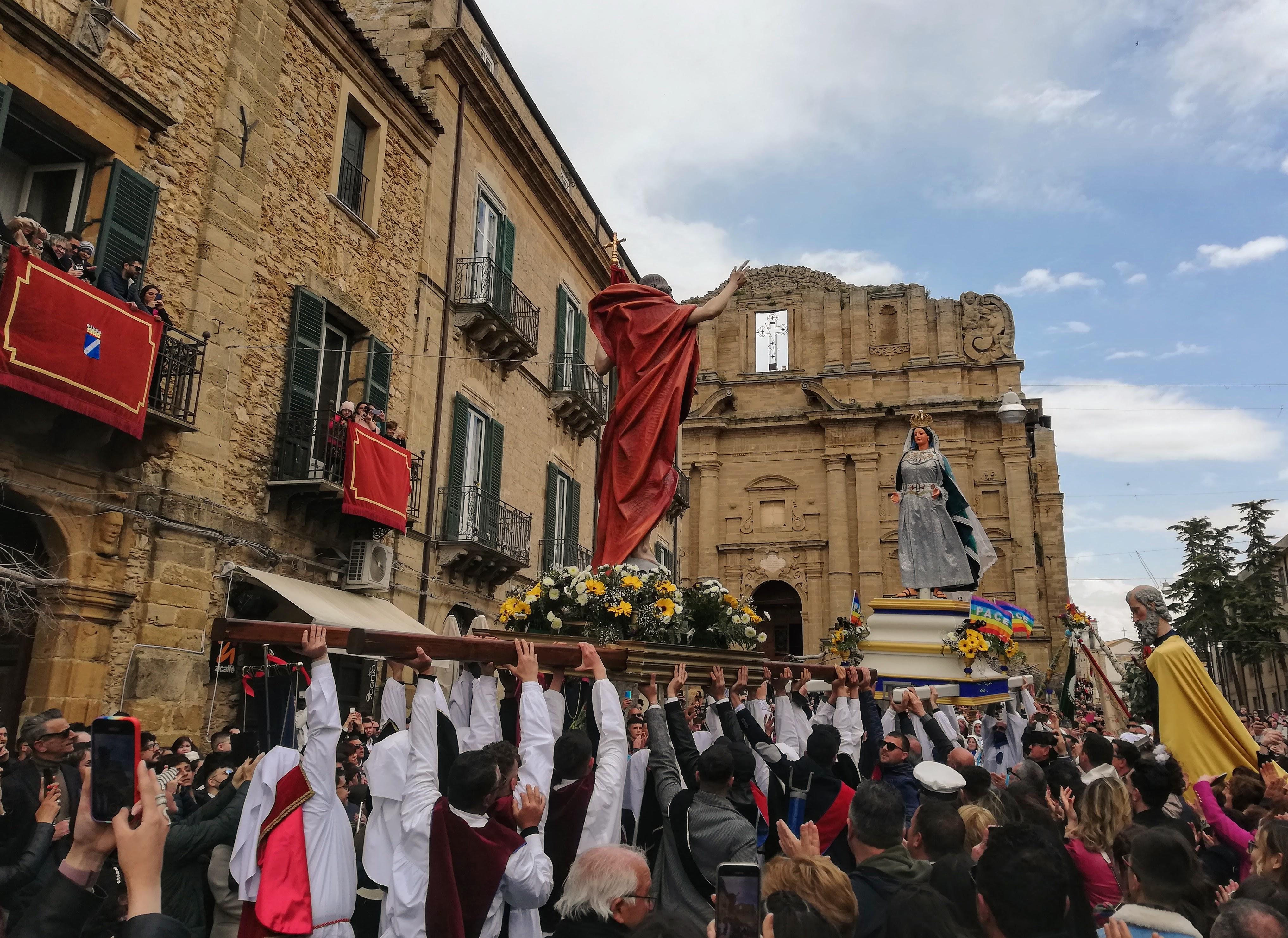
Plaza de Madrid - Domingo de Resurrección
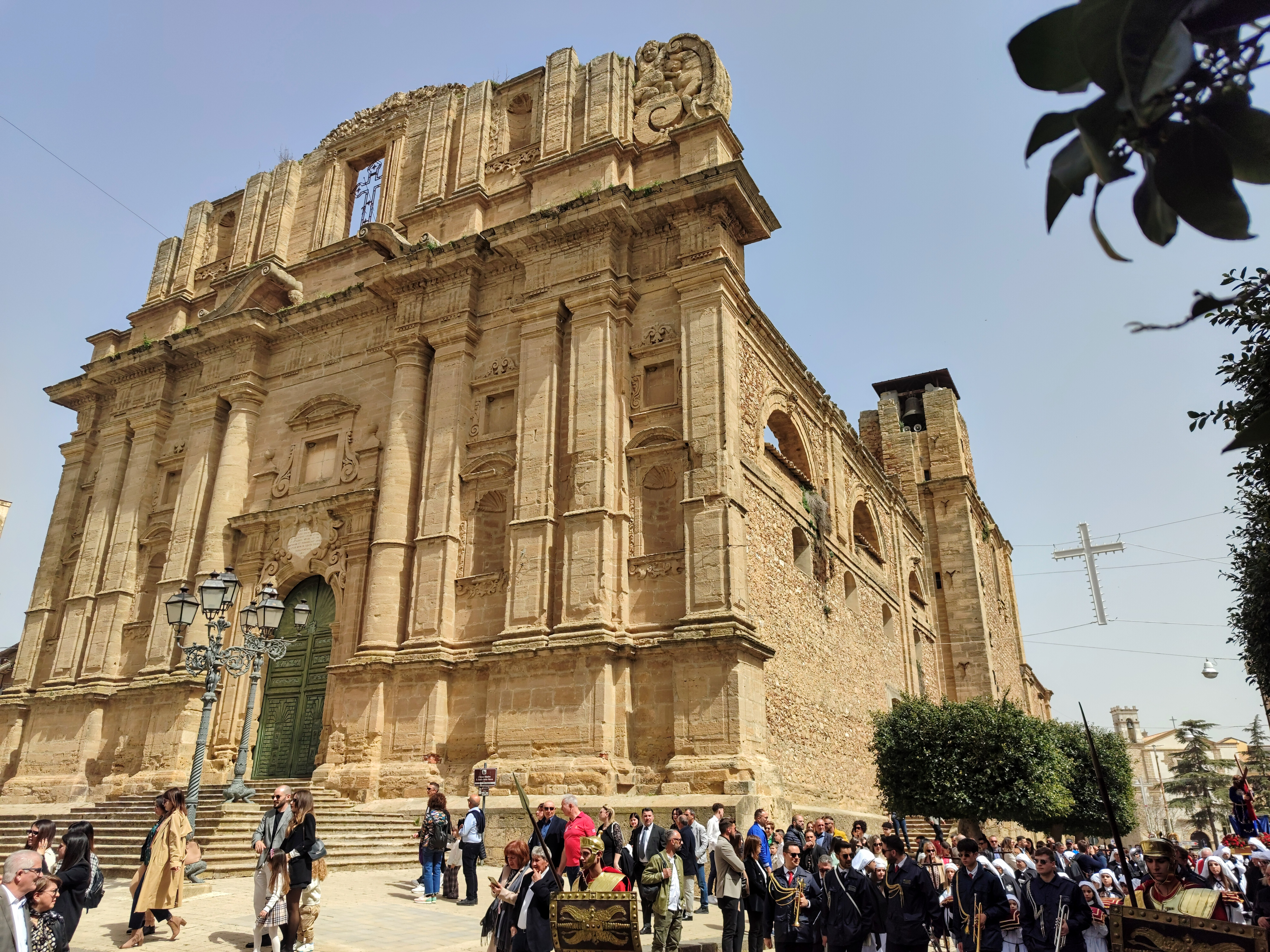
Fachada monumental

### Interior

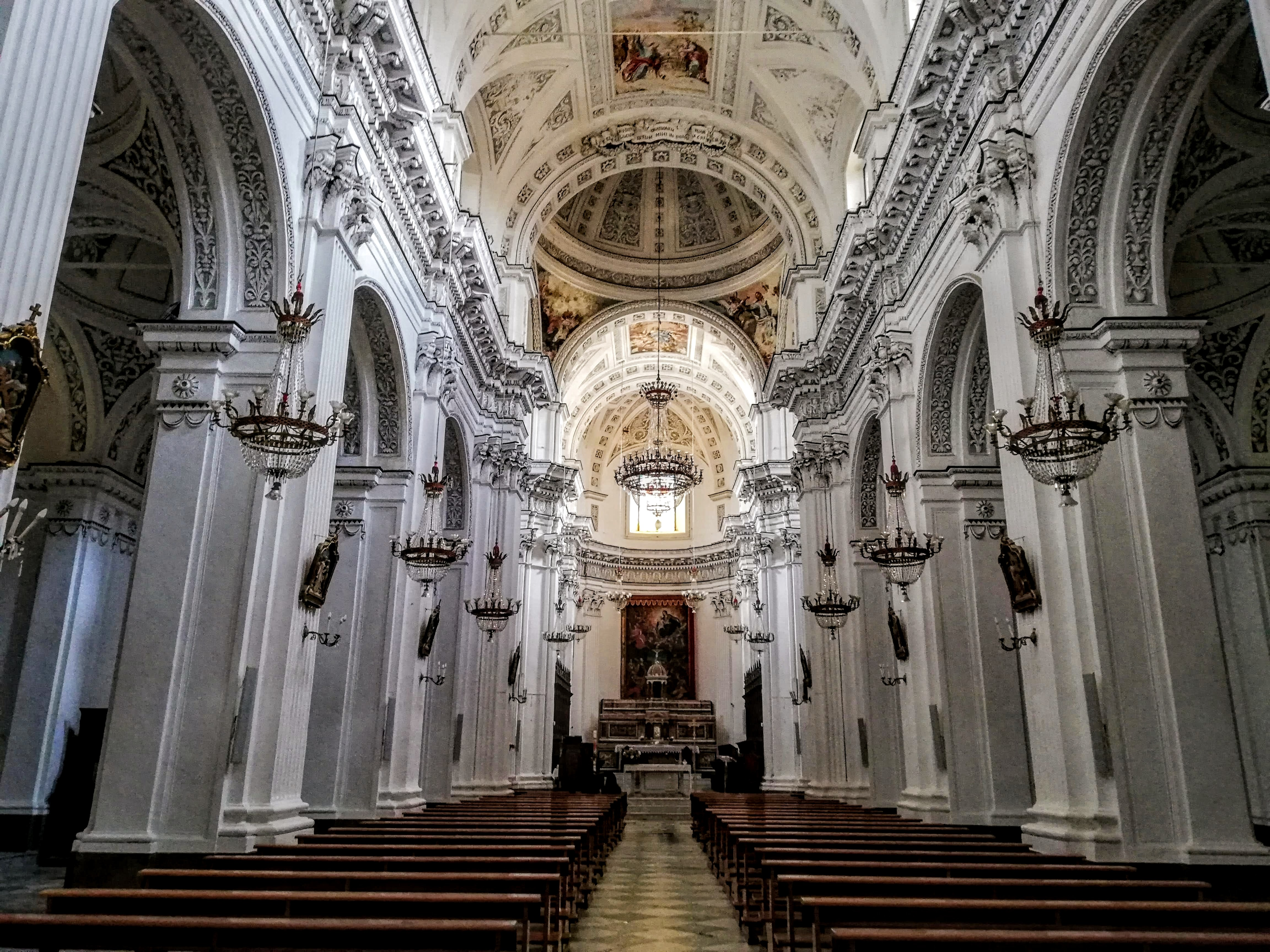
Interior de la catedral - Nave central

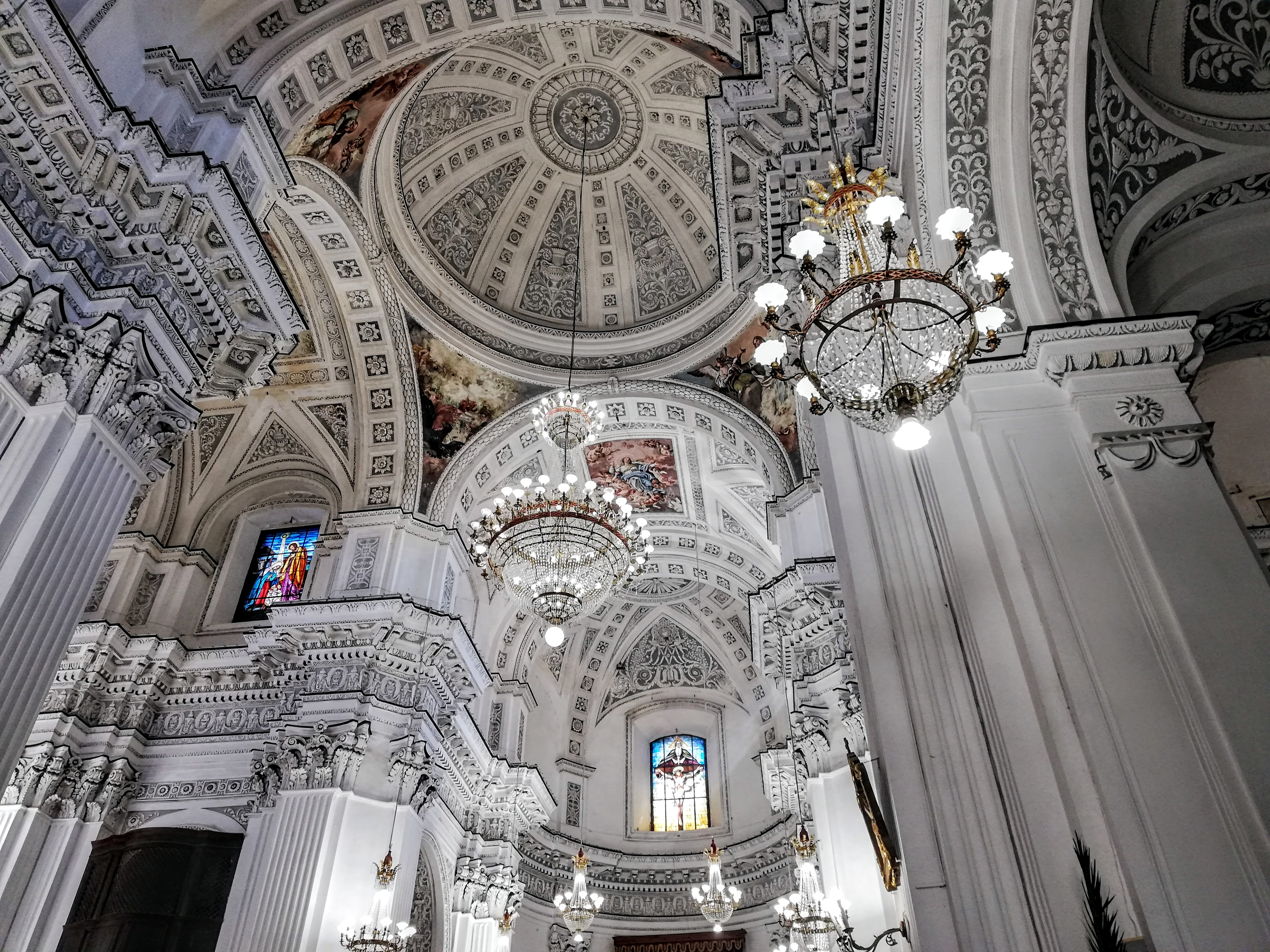
Interno

La catedral tiene una estructura arquitectónica de tipo basilical, de tres naves, con bóveda de cañón con lunetos en la central, y falsa cúpula de base cuadrada, en las laterales, dividida por diez arcos, por vano, cinco en el a la derecha y cinco a la izquierda, de arco de medio punto, sostenidos por pilares de sección cuadrada decorados con pilastras estriadas y rematados por capiteles de estilo corintio.

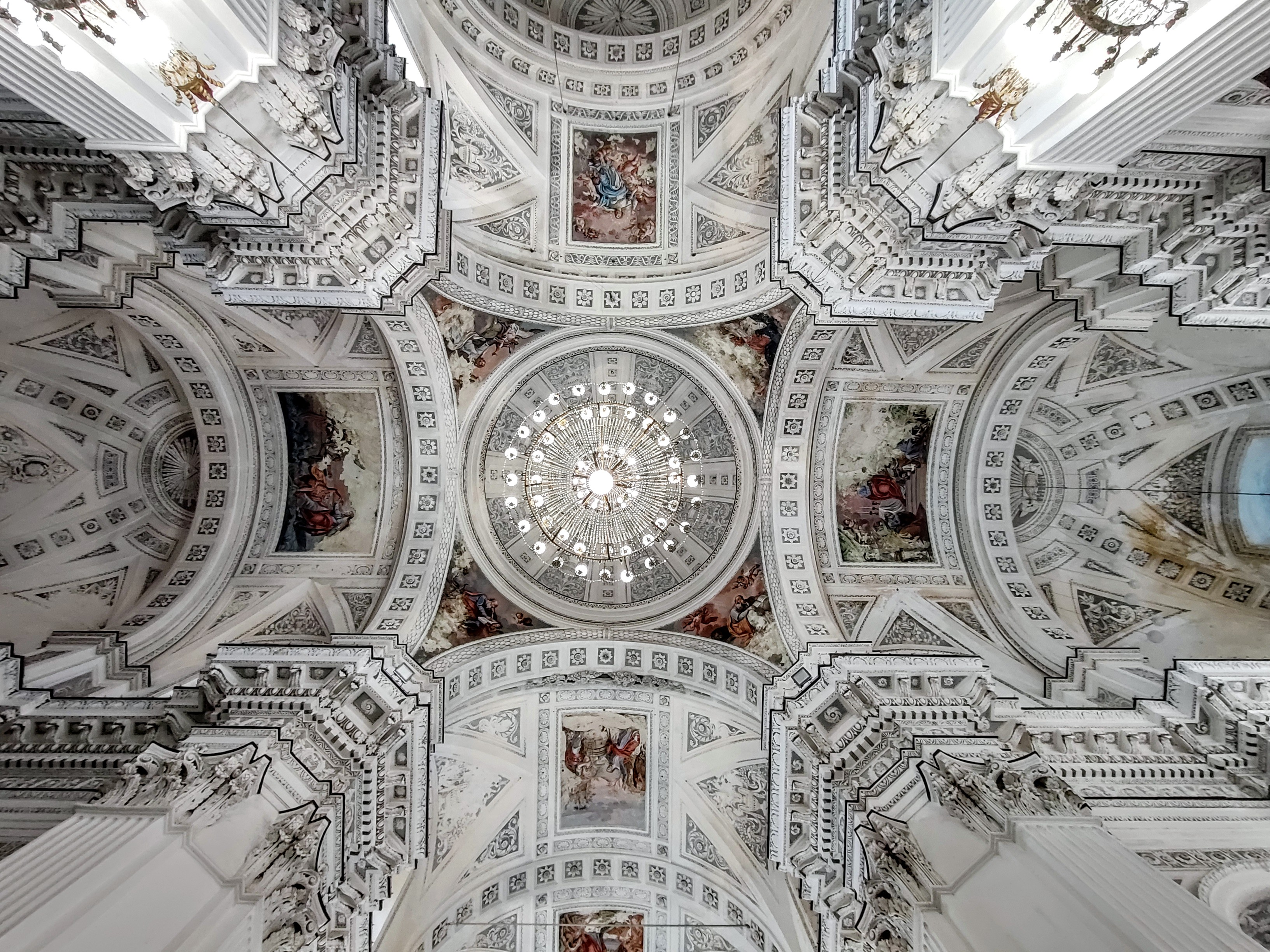
Santa Maria della Neve - interior - cúpula

La bóveda de la nave central presenta estucos con motivos florales y festones, y cornisas con molduras dentadas. En el centro de la bóveda se encuentran unos paneles con acuarelas que representan la predicación de Jesús, realizadas por el pintor palermitano Tasca, en orden a partir de la entrada:
- las bodas de Caná de Galilea
- la absolución de la adúltera
- el paralítico sanado en el estanque
- la mujer samaritana
- La Asunción de la Virgen María

#### El altar mayor

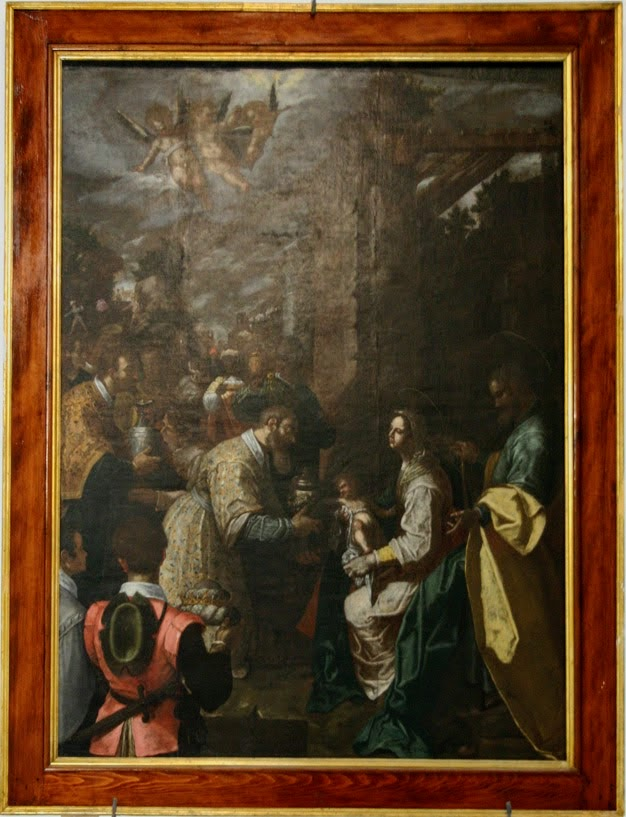
Paladines, adoración de los Reyes Magos

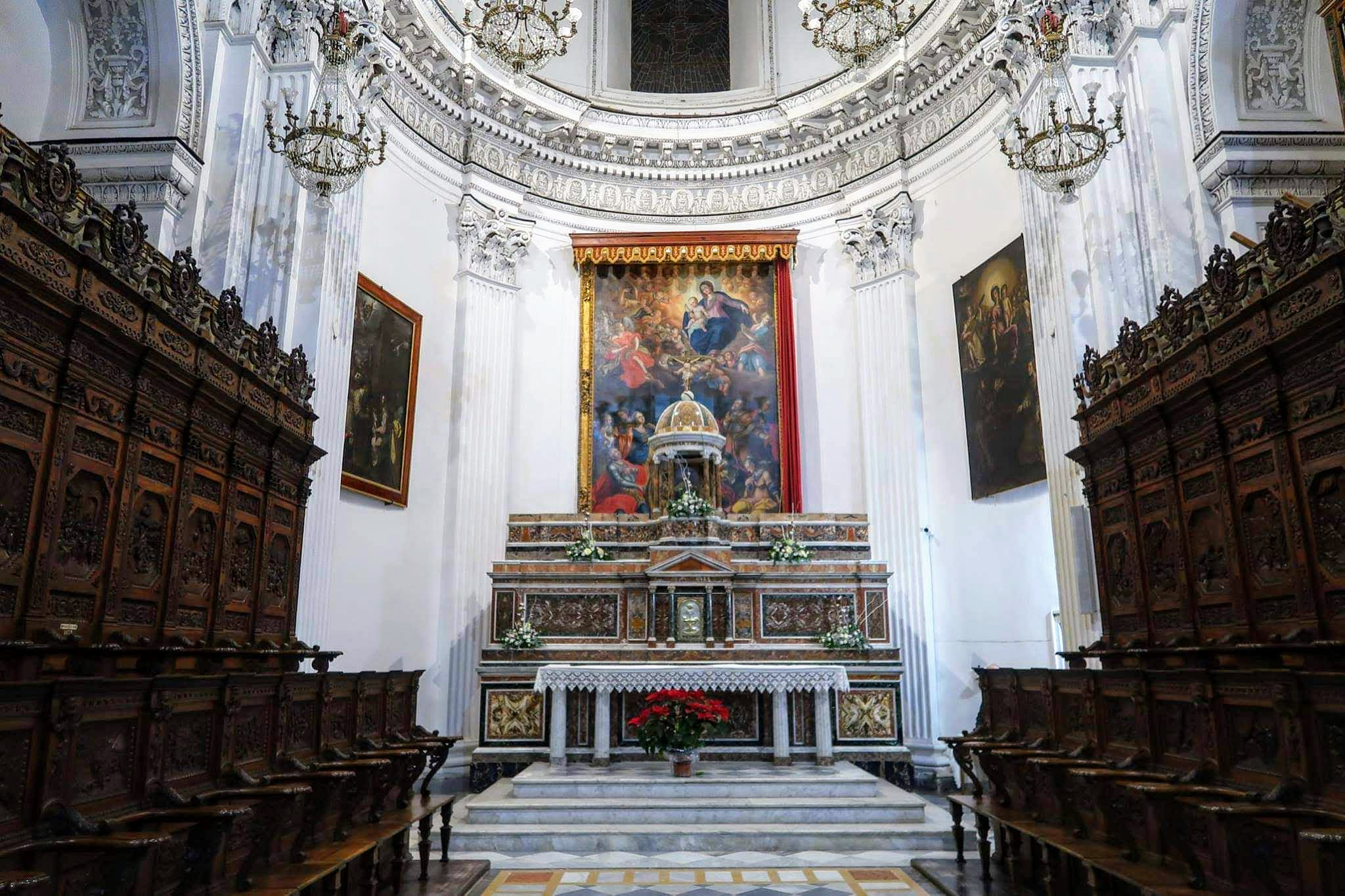
altar mayor

En el ábside semicircular se encuentra el altar mayor, de mármol policromado, realizado en 1881 por el marmolista Antonino Piazza, a expensas del párroco Nazareno Faraci; fue consagrado por monseñor Gaetano Quattrocchi, obispo de Mazara del Vallo, el 8 de marzo de 1896. El altar mayor está coronado por un lienzo antiguo y ya preexistente de la Madonna della Neve, a la que está dedicada la catedral, de autor desconocido del siglo XVII.
También en el presbiterio, a ambos lados se encuentran dos lienzos del pintor florentino Filippo Paladini del siglo XVII, uno que representa la adoración de los Reyes Magos, el otro Santa Sofía y San Francisco procedentes de la demolida iglesia de Santa Sofía. En el coro alto, a la derecha, se encuentra el antiguo órgano de tubos del año 1745.

#### Nave izquierda

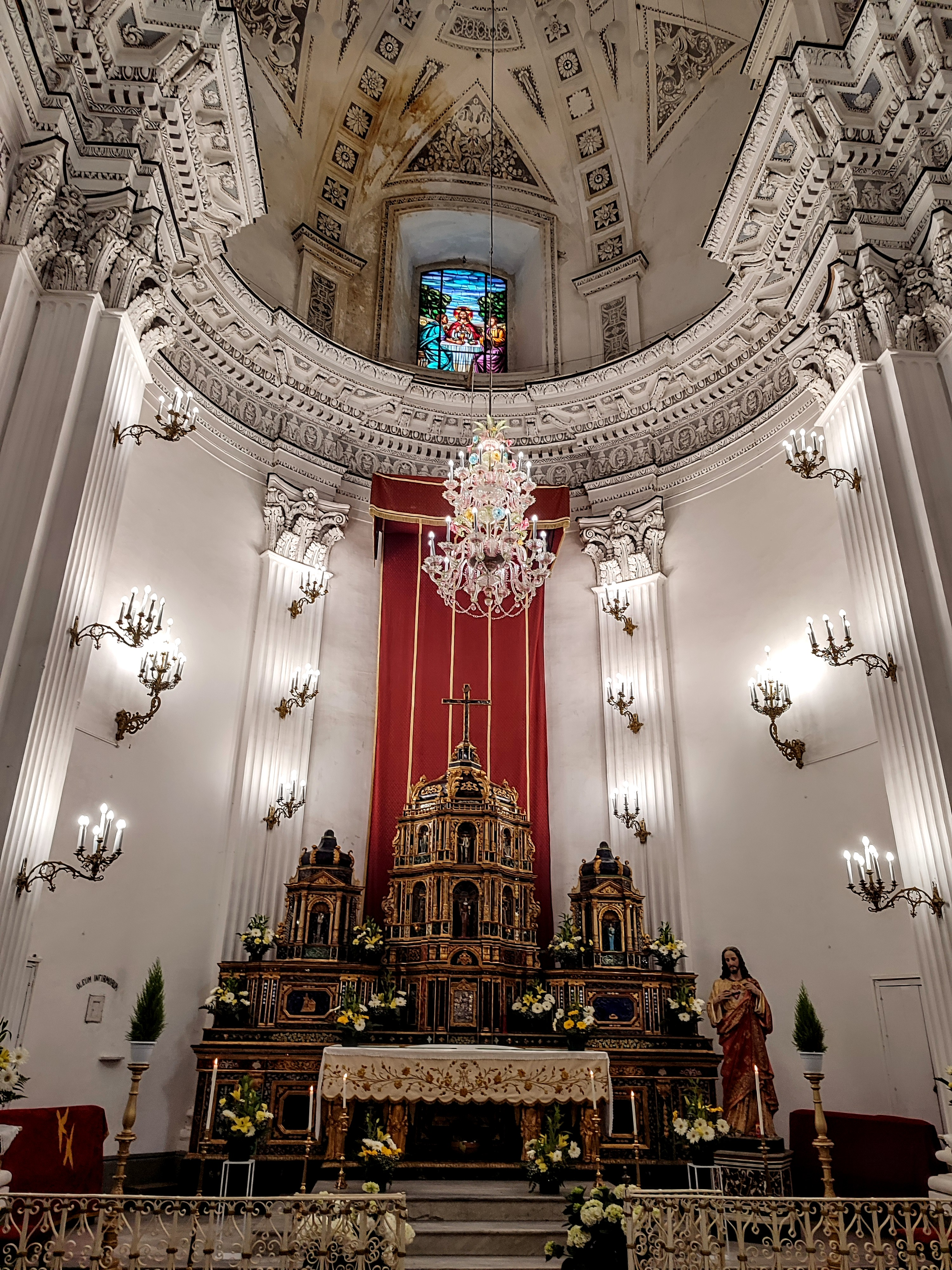
Altar del Santísimo Sacramento

- El primer altar a la izquierda está dedicado al bautismo de Jesús y contiene la antigua pila bautismal rodeada por una balaustrada de hierro forjado.
- el segundo está dedicado a Sant'Alfonso de Liguori con un lienzo del santo.
- el tercero a Sant'Antonio Abate.
- el cuarto al santo Crucifijo y a la Addolorata.

Los lienzos, de la escuela pictórica siciliana, pueden datarse entre los siglos XVI y XVIII.En el crucero izquierdo, sin embargo, se encuentra un valioso altar de madera con incrustaciones de cristales dorados y de colores, realizado por el ebanista local, Santi Rigano, a finales del siglo XIX, y dedicado al Santísimo Sacramento.
En el ábside del crucero derecho se encuentra el mausoleo funerario, de finísimo mármol blanco de Carrara, de monseñor Gaetano Quattrocchi, de Mazzarino y obispo de Mazara del Vallo.
Los once candelabros de cristal de la nave central y el gran candelabro de la cúpula, así como los de cristal de Murano de las capillas, fueron colgados en 1876, a expensas del pueblo de Mazzarino.

#### El órgano de tubos de la "Premiata Fabbrica D`Organi di Damiano Polizzi and sons"

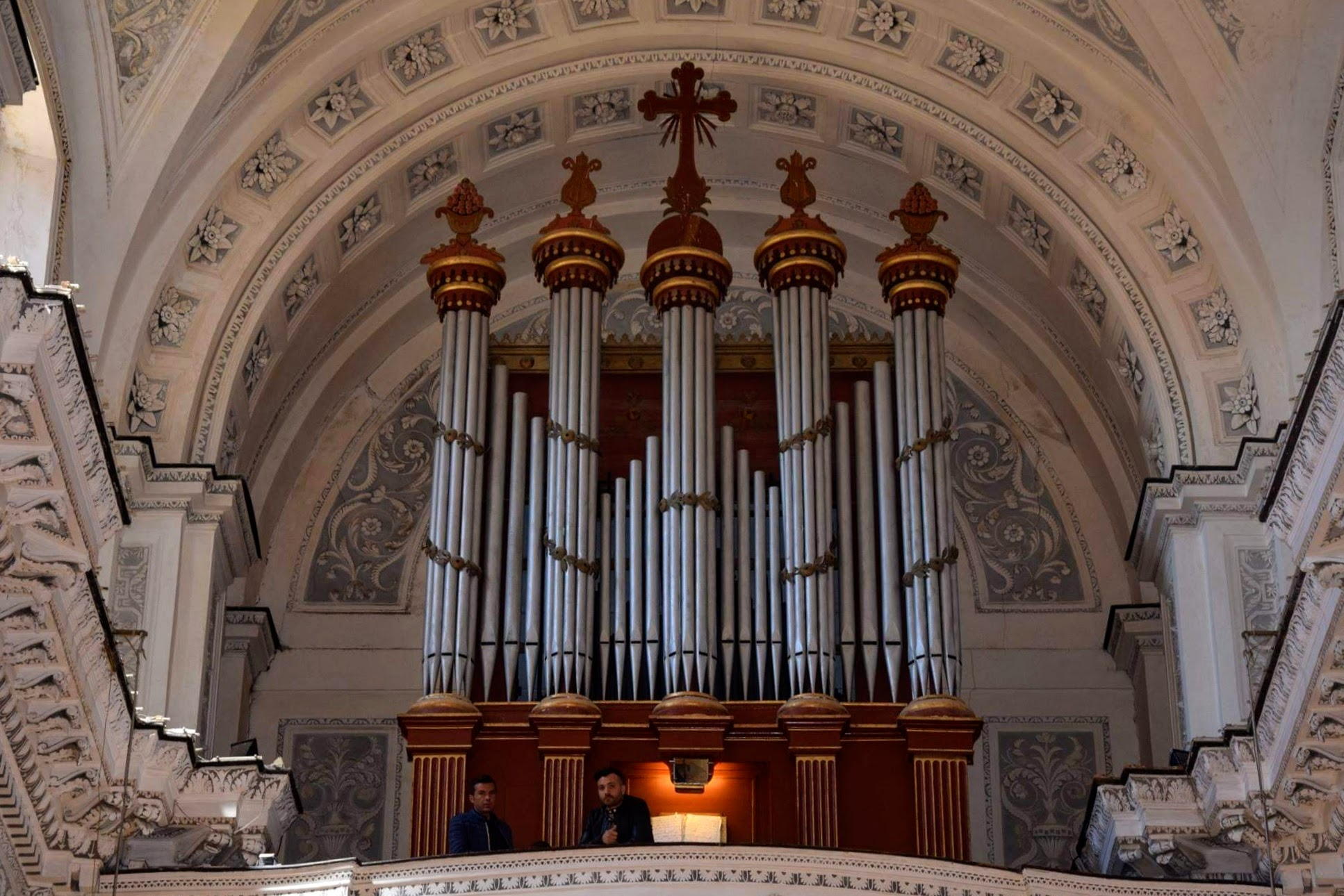
Órgano de tubos de la iglesia madre

En la contrafachada, en el coro, encima de la entrada principal, se encuentra el gran órgano de tubos construido a principios del siglo XX por los maestros organeros Damiano Polizzi  ( Caltanissetta 1836-1911) y su hijo Michele Polizzi  (Caltanissetta 1861 - Modica 1936), este último colaborador de Casimiro Allieri de la "Regia Fabbrica Nazionale Privilegiata d'Organi Fratelli Serassi " de Bérgamo, que creó varios órganos en Sicilia, incluido el órgano de la Iglesia Madre de Rosolini (SR), de la Iglesia de S. Maria La Nova en Scicli (RG), de la Iglesia de Santa Maria Maddalena en Buccheri (SR), de la Catedral de Siracusa, de la Iglesia Madre de San Pietro in Modica (RG), de la Iglesia de San Francesco all'Immacolata en Messina, de la Iglesia de San Francesco d'Assisi en Trapani, del Santuario de María SS. Auxilio de los Cristianos en Adrano (CT).

##### Características técnicas - disposiciones fónicas[11]
- Registros: 20
- barriles: 1800
- Transmisión: mecánica suspendida.
- Consola: ventana
- Teclados: 2 de 58 teclas (C1-A5)
- Pedalera: 17 notas (C1-E2)
- Ubicación: en un coro de mampostería situado en la contrafachada
- Accesorios: Trémolo

| I - Gran Órgano  |            |
| Clarinete sonoro | 8'         |
| Principal        | dieciséis' |
| Principal        | 8'         |
| Viola de gamba   | 8'         |
| Celestial        | 8'         |
| Bordón           | 8'         |
| Flauta           | 8'         |
| Flauta           | 4'         |
| Octavo           | 4'         |
| doce             | 2 2/3'     |
| Saliceta         | 2'         |
| Relleno          |            |

| II - Recitativo Expresivo |    |
| Viola                     | 8' |
| dulciana                  | 8' |
| Voz débil                 | 8' |
| Bordón                    | 8' |
| Bordón                    | 4' |

| Pedal       |            |
| Bordón      | dieciséis' |
| Bajo        | 8'         |
| Violonchelo | 8'         |

#### Antiguo órgano de tubos de 1745
En el coro de madera, a la derecha del presbiterio, se encuentra el antiguo órgano de tubos de 1745 obra de Nicolò Guili de Enna, recientemente restaurado.
El órgano tiene las siguientes características fónicas:
- Registros: 5
- Varillas: n/a
- Transmisión: mecánica suspendida.
- Consola: ventana
- Teclados: 1 de 45 teclas (C1-C5), con primera octava corta
- Pedalera: 8 notas (C1-B1) con una primera octava corta, constantemente unidas al teclado, con el registro de bajo siempre insertado.

| EL                         |
| Principal                  |
| Voz humana                 |
| Octavo                     |
| Relleno [XV-XIX-XXII-XXVI] |
| Flauta en VIII             |

Interior de la catedral
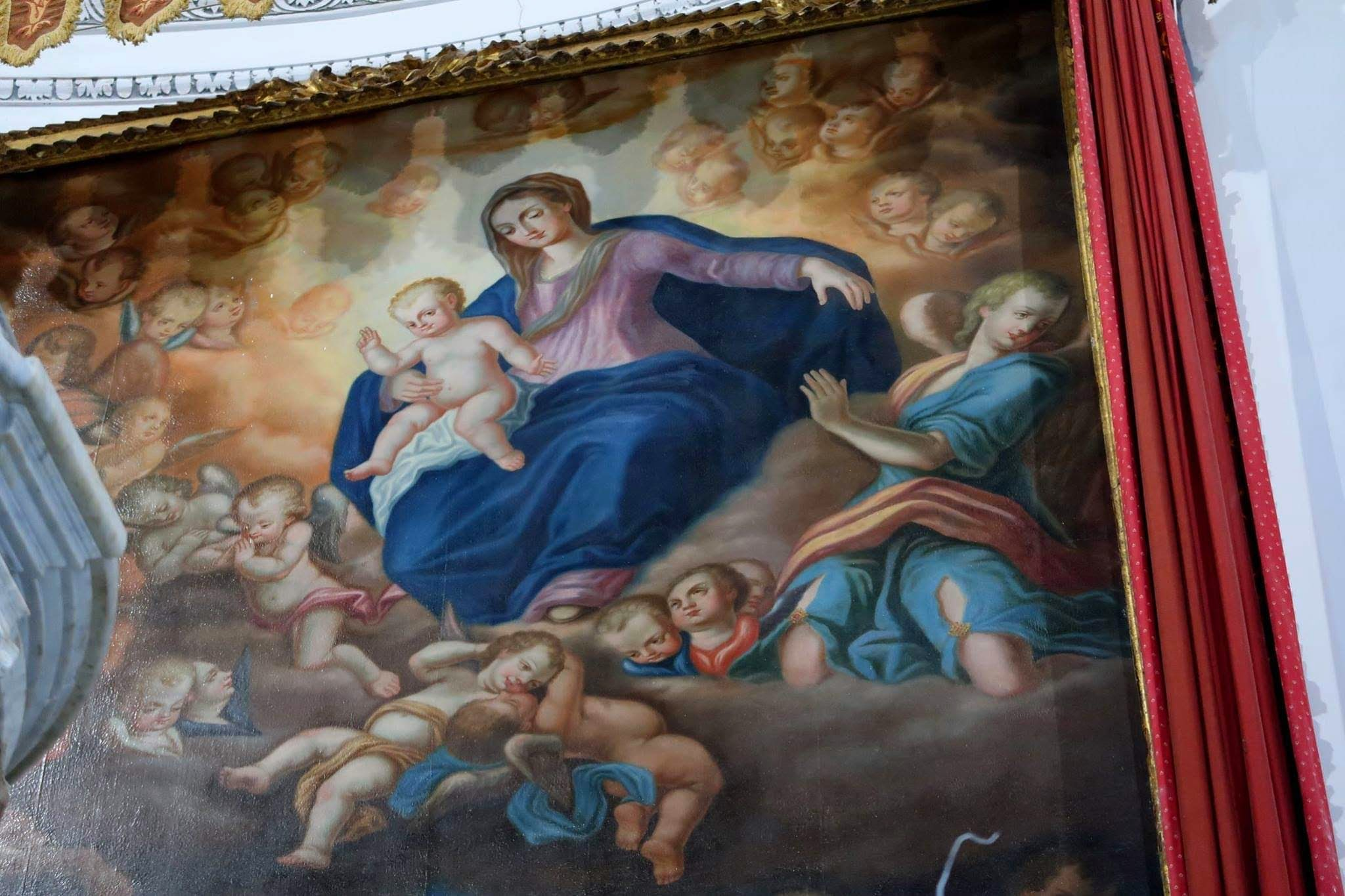
altar mayor
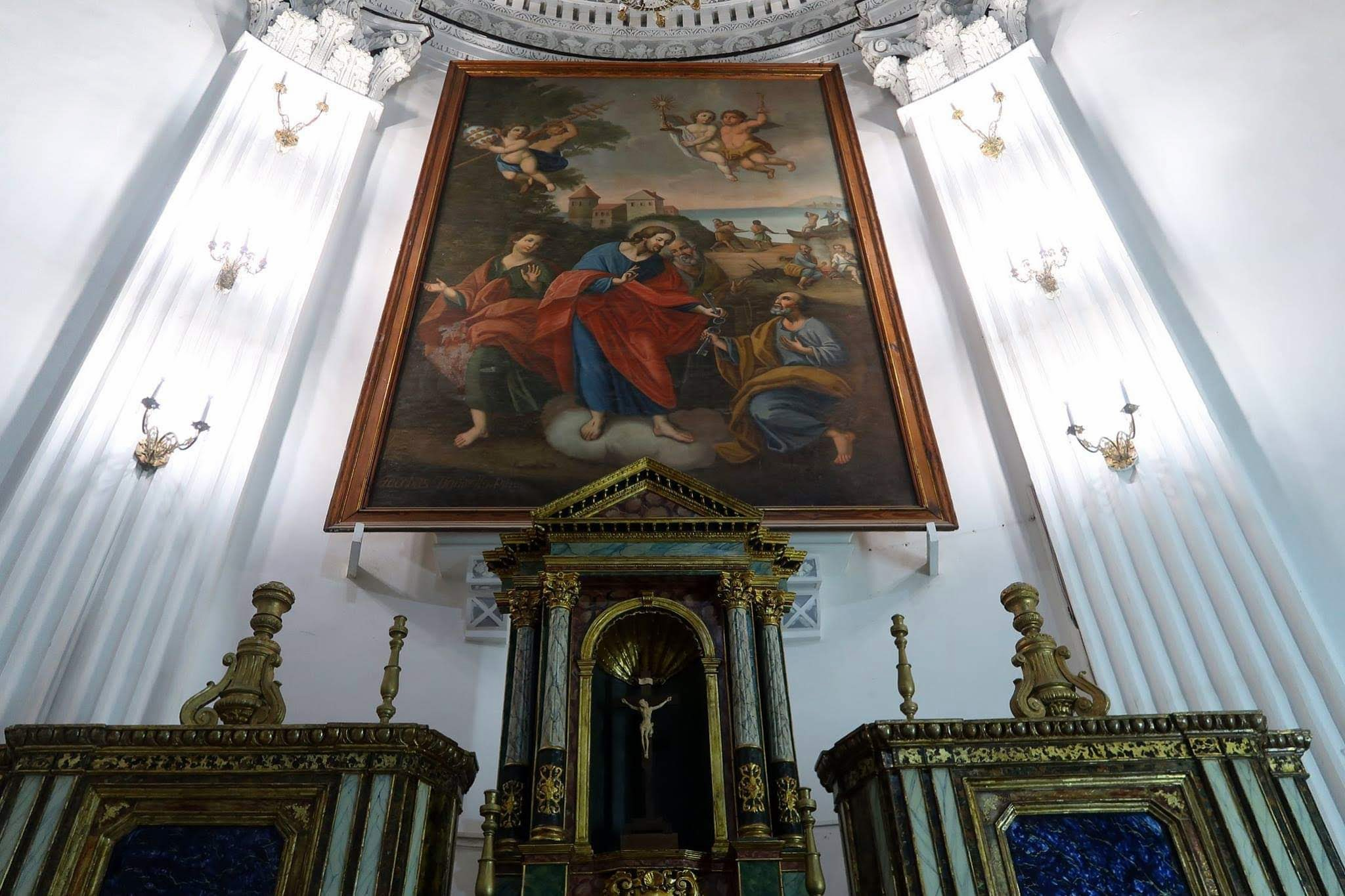
Altar de San Pedro
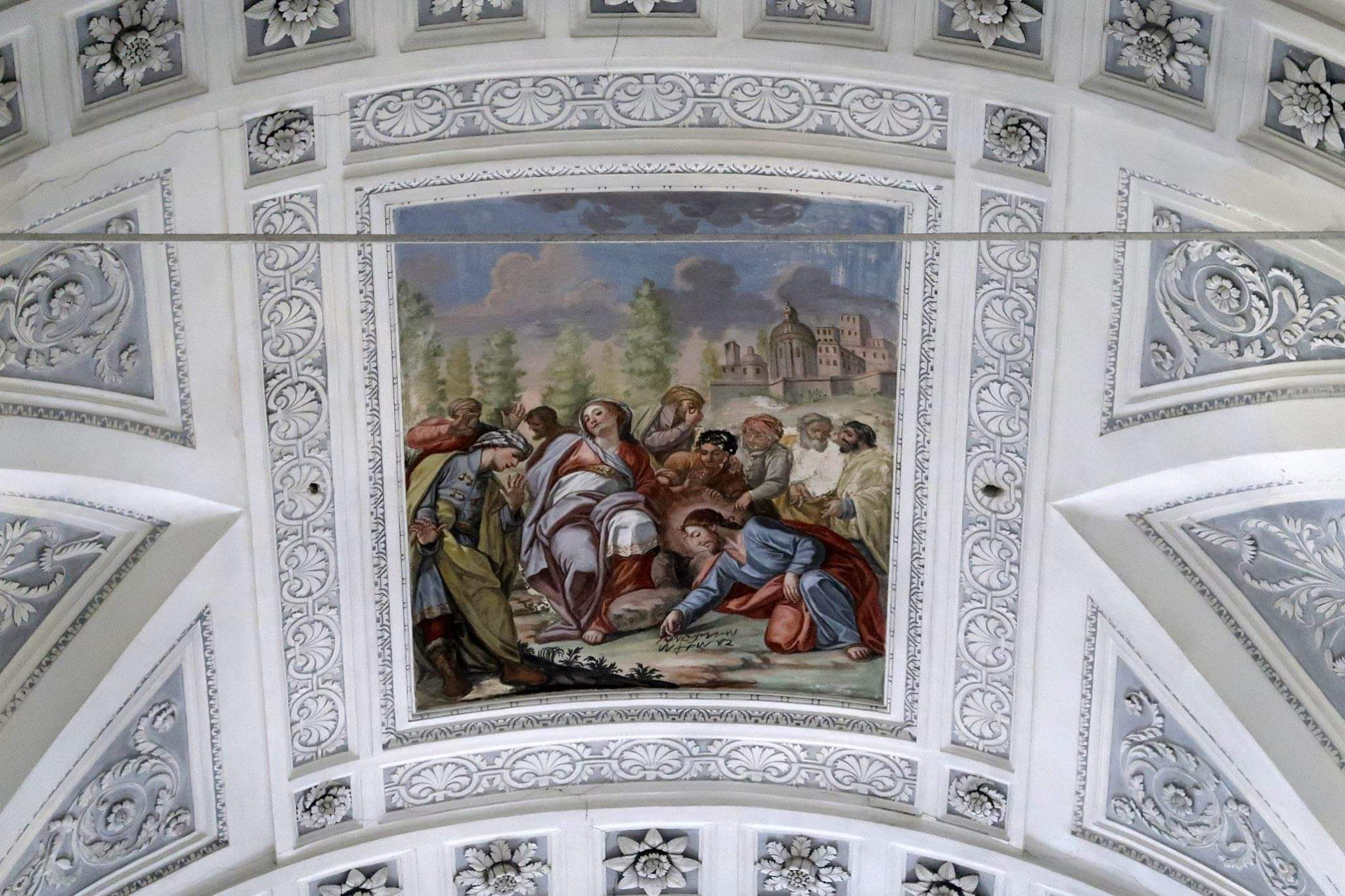
Fresco en la caja
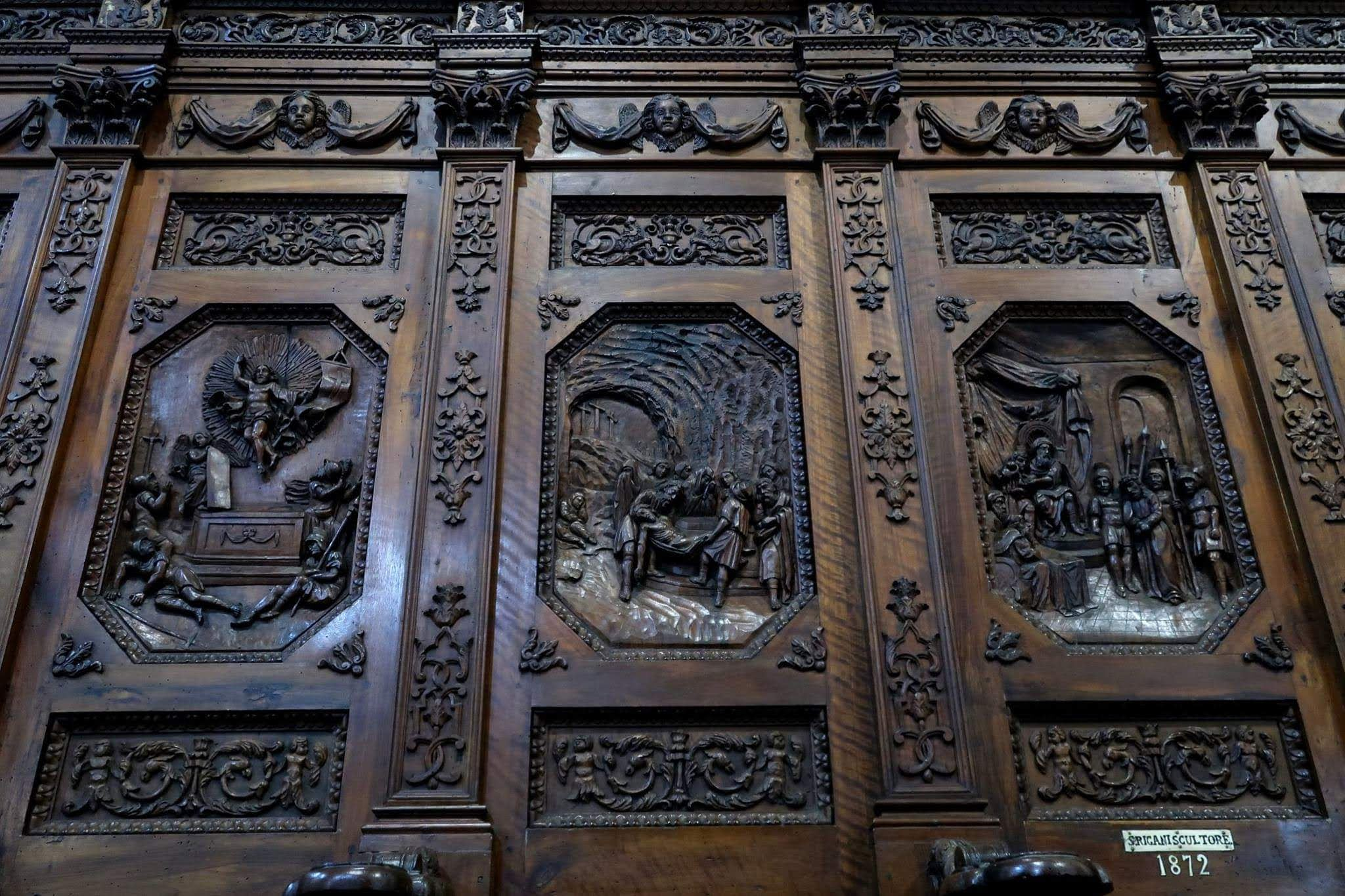
Coro de Madeira
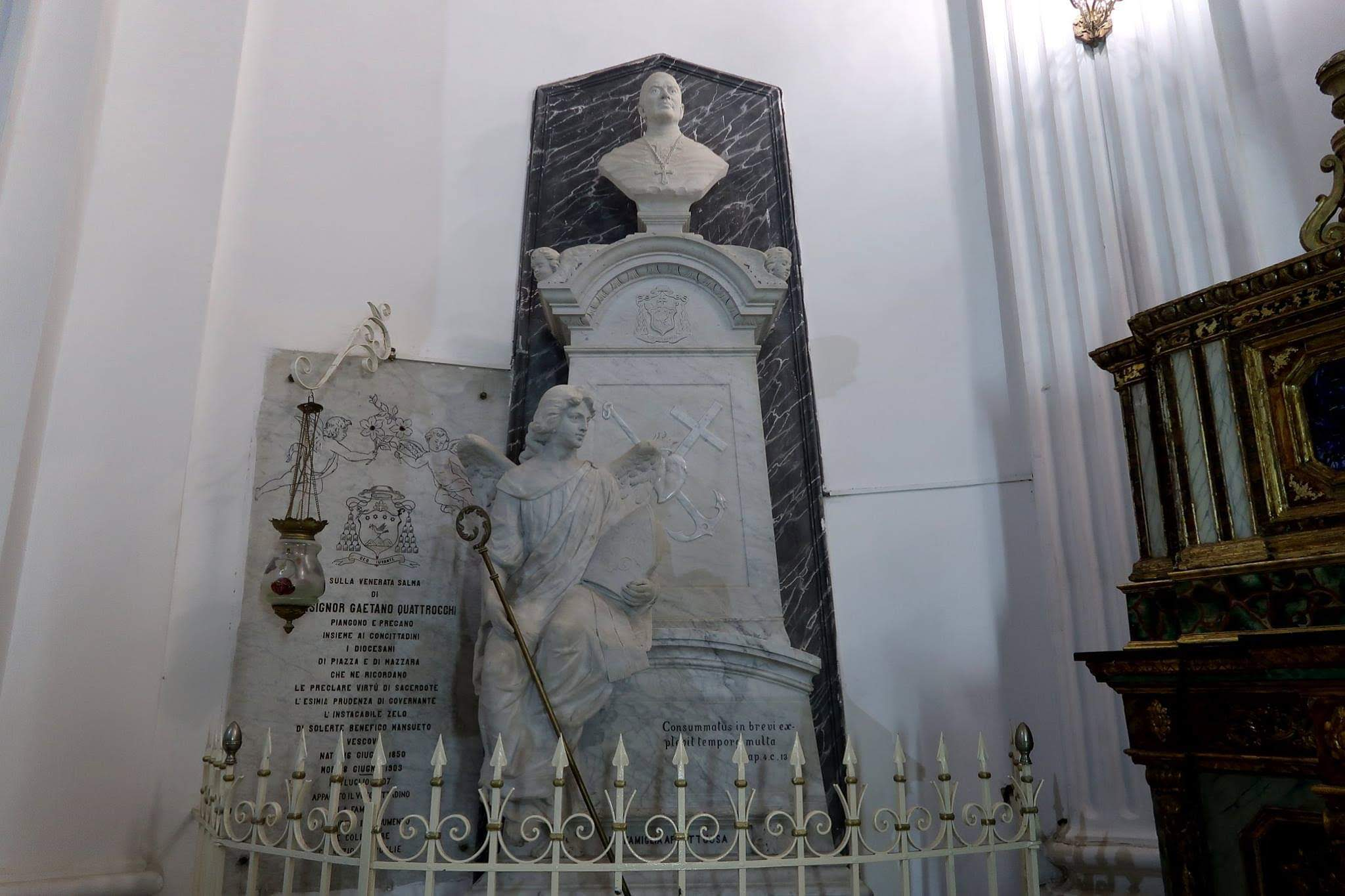
Monumento funerario Mons. cuatro ojos
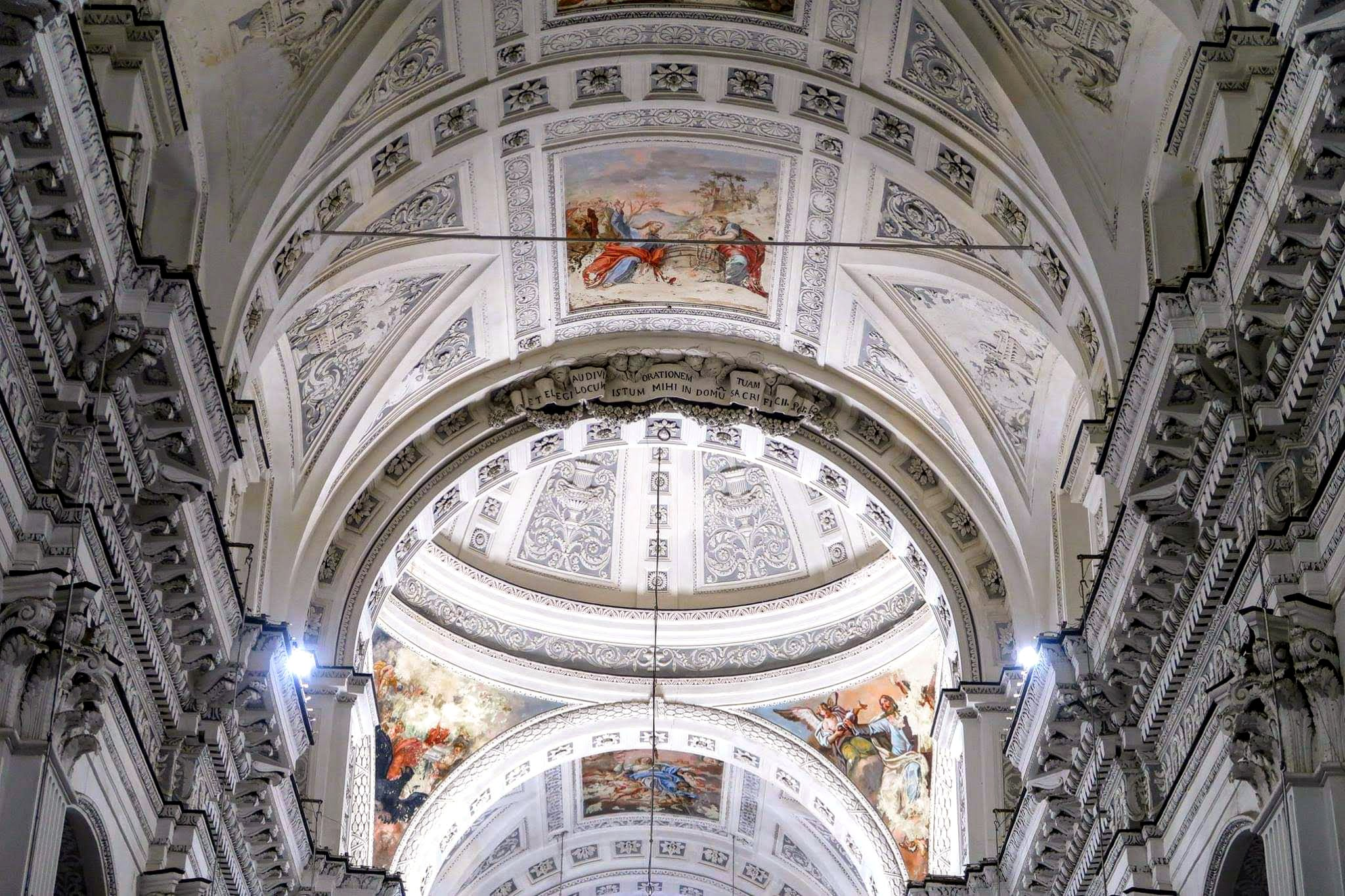
elementos del bloque central
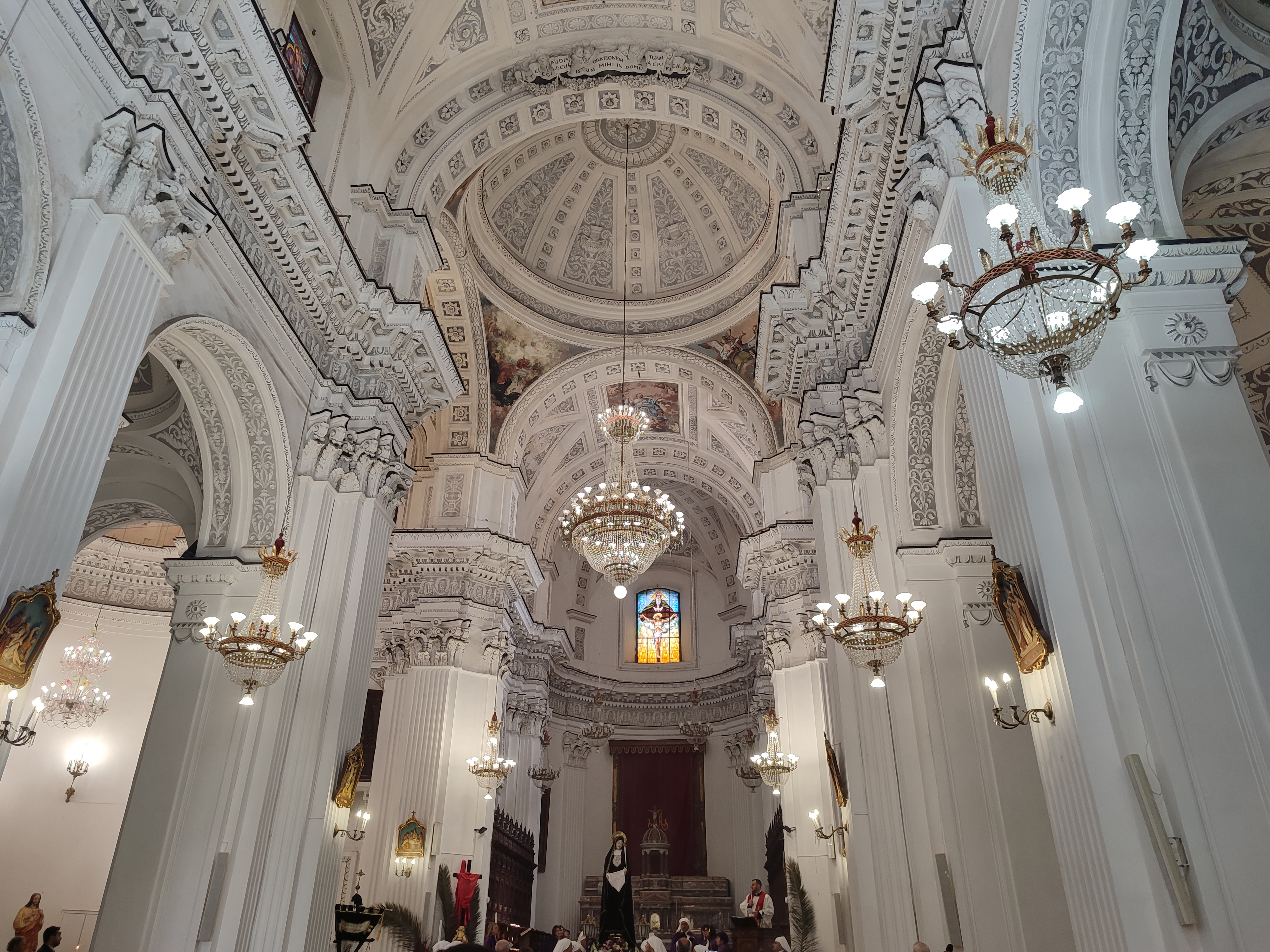
ventana central del barco
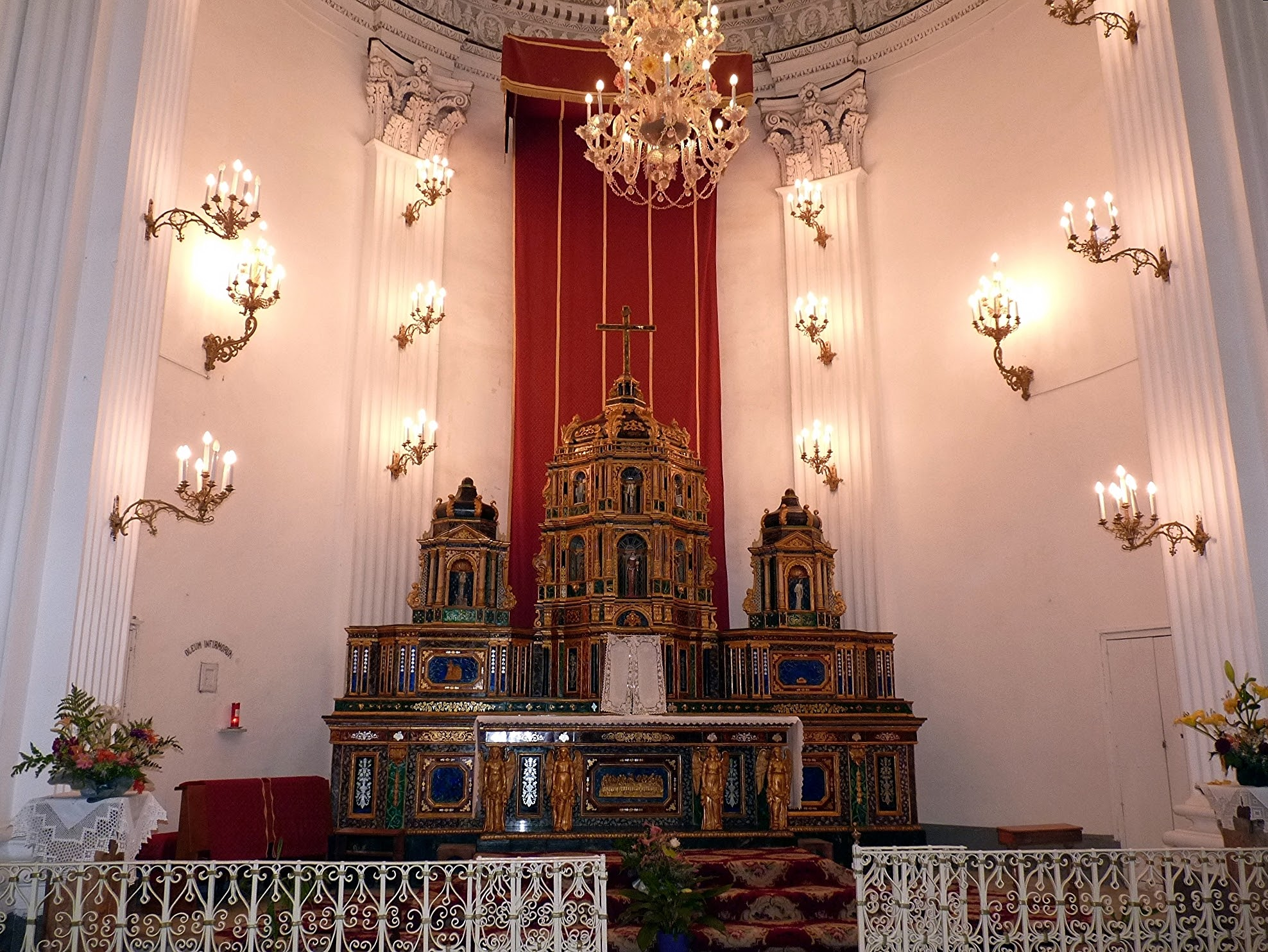
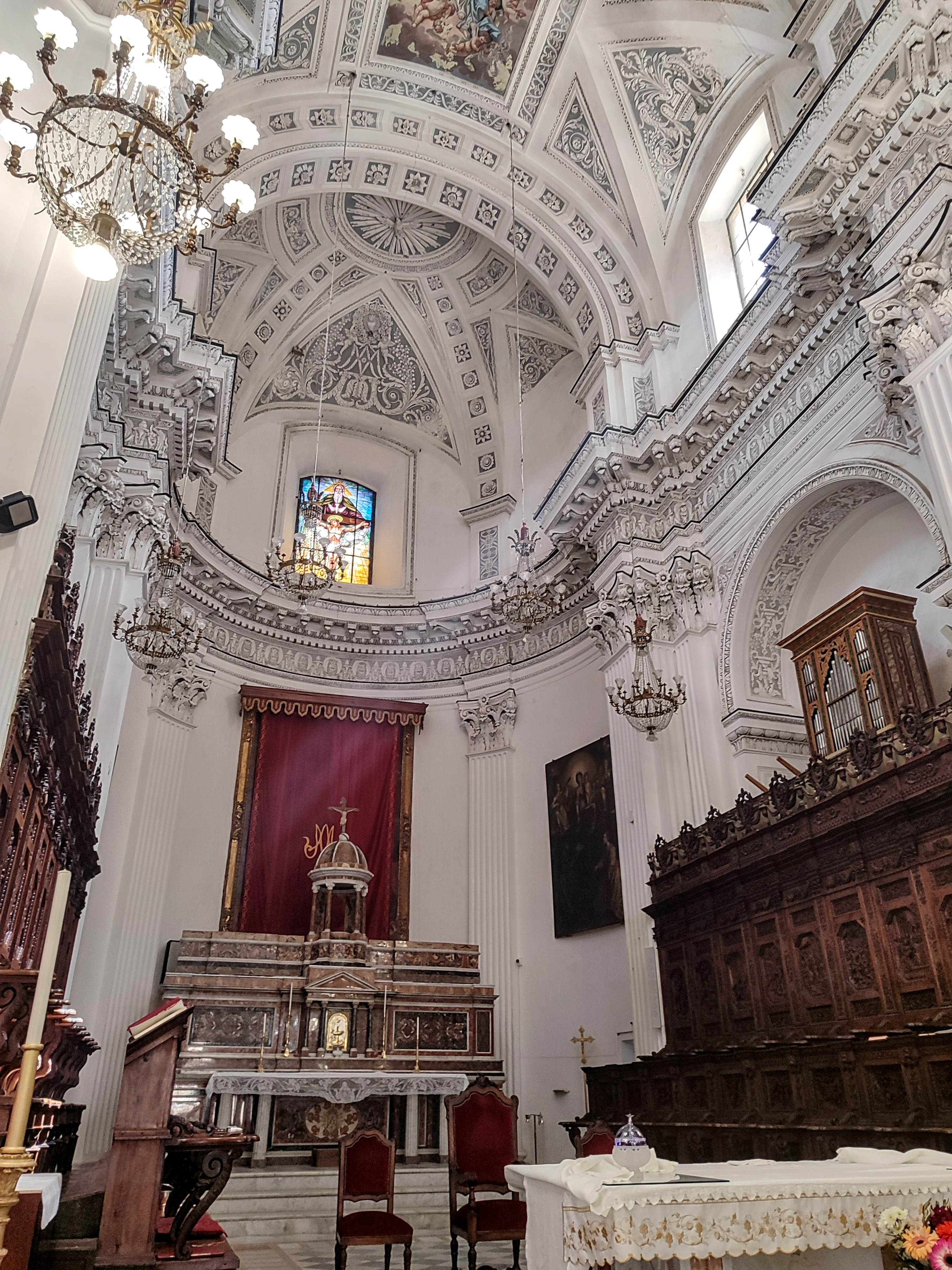
altar mayor

## El coro de madera
En el presbiterio, a los lados del altar mayor se encuentra un artístico coro para canónigos de madera realizado en incrustaciones por el ebanista mazarinés Santi Rigano en 1872. Las principales escenas bíblicas del Antiguo y Nuevo Testamento están representadas en bajorrelieve en los 36 respaldos de las sillas de los canónigos.

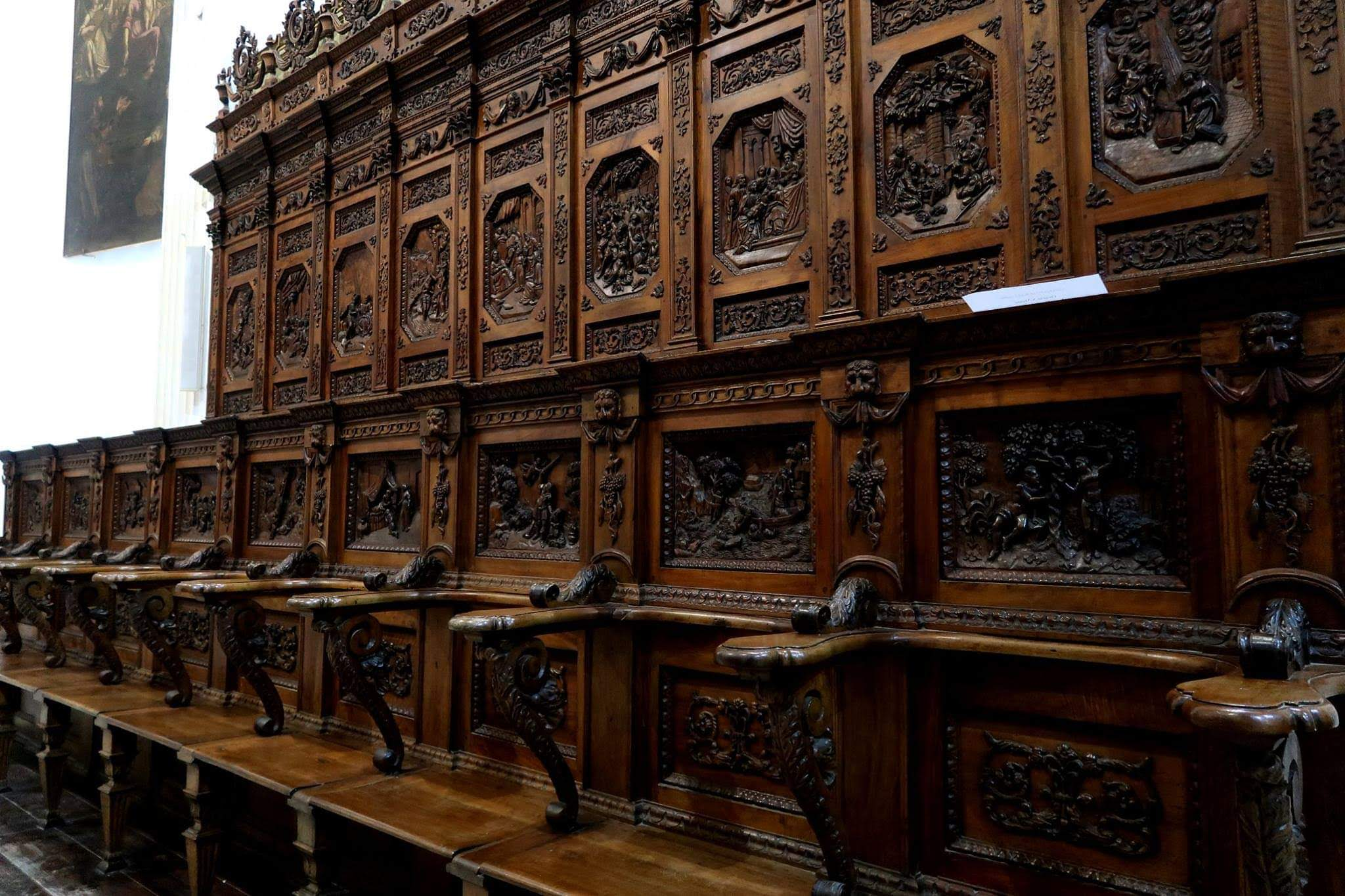
Coro de madera - sillería para canónigos

### Descripción
En el plano inferior derecho se encuentran los paneles del Antiguo Testamento:
1. Creación del hombre y de la mujer; 2 . Gran inundación; 3. El sacrificio de Abraham; 4. Isaac bendiciendo a Jacob en lugar de Esaú; 5. El sueño de Jacob; 6. José vendido por sus hermanos; 7. José fue nombrado virrey de Egipto; 8. la familia de Jacob en Egipto; 9. Moisés salvó de las aguas.
Los palcos continúan en la planta baja a la izquierda :
10 . Paso del Mar Rojo; 11. Maná del desierto; 12 El Becerro de Oro; 13 . Caleb y Josué con el racimo de uvas de la tierra prometida; 14 . Gedeón detiene el sol; 15. Sansón matando a los filisteos, 16 . David matando al gigante Goliat; 17 . Absalón traspasado por Joab; 18. El juicio de Salomón.
En el piso superior, empezando por el lado derecho, se encuentran en otros tantos bajorrelieves los hechos principales del Nuevo Testamento, a saber:
1 . La Anunciación de la Virgen María; 2 . la Natividad de Jesucristo; 3. Circuncisión; 4. la Masacre de los Inocentes; 5 . la Disputa de Jesús entre los doctores; 6 . el bautismo de Jesús 7 . Jesús en el desierto; 8 . las Bodas de Caná; 9. la Transfiguración.
En el piso superior a la izquierda :
10 . Lázaro resucitó; 11. Entrada solemne de Jesús en Jerusalén; 12 . Última Cena; 13. Jesús en el Huerto de Getsemaní; 14. Jesús ante Pilato; 15. Entierro de Jesús; dieciséis. Resurrección; 17 . Aparición de Jesús a Santo Tomás Apóstol y 18. La Ascensión de Jesús al Cielo.
Como broche de oro a las 18 butacas de los pisos superiores se encuentran los medallones de los doce Apóstoles, los cuatro Evangelistas, San José y la Virgen.

## Cronotax de los párrocos del arcipreste de Santa Maria della Neve desde 1571 hasta la actualidad

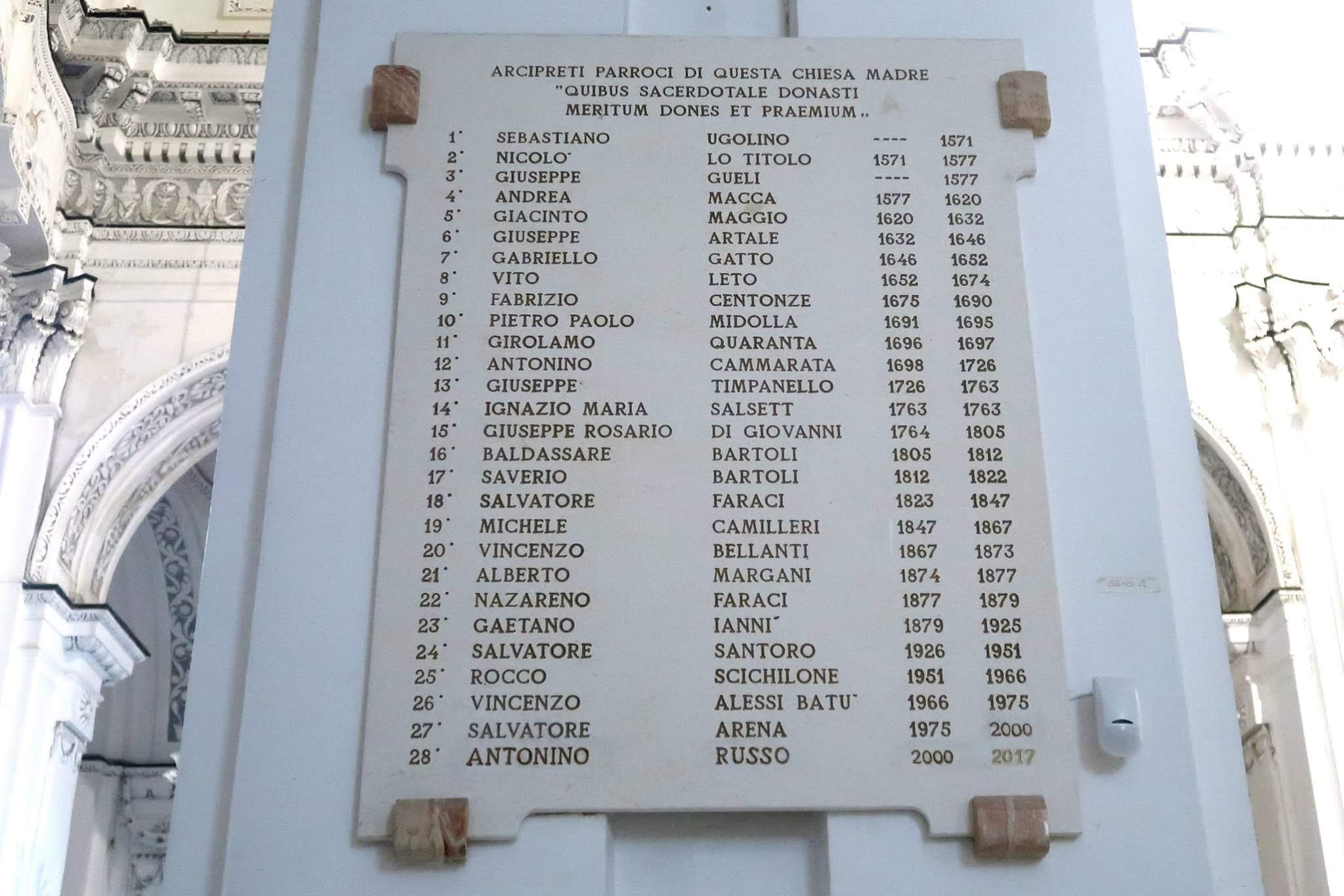
Cronotasa de los arciprestes de la catedral

Una placa colocada en la primera columna de la nave derecha recuerda a los párrocos que sucedieron al mando del arcipreste de Santa Maria della Neve de 1571 a 2017.
1 SEBASTIANO UGOLINO ( 1571 ) - 2 NICOLO LO TITOLO (1571) - 3 GIUSEPPE GUELI (1577 ) - 4 ANDREA MACCA ( 1577-1620 ) - 5 GIACINTO MAGGIO ( 1620-1632 ) - 6 GIUSEPPE ARTALE ( 1632-1646 ) - 7 Gabriello Gatto ( 1646-1652 ) - 8 Vito Leto (1652 - 1675 ) - 9 Fabrizio Centonze (1675-1691) - 10 Pietro Paolo Midolla (1691-1696) - 11 Girolamo Quaranta (1696-1698) - 12 Antonino cammarata (169999999 8 -1723) - 13 GIUSEPPE TIMPANELLO ( 1723-1763) - 14 IGNAZIO MARIA SALSETT ( 1763-1764) - 15 GIUSEPPE ROSARIO DI GIOVANNI (1764-1805 ) - 16 BALDASSARE BARTOLI ( 1805-1812 ) - 17 SAVERIO BARTOLI ( 181 2 -1823 ) - 18 SALVATORE FARACI (1823) - 19 VINCENZO CAMILLERI (1847-1867) - 20 MICHELE BELLANTI (1867-1874) - 21 ALBERTO MARGANI (1874-1877) - 22 NAZARENO FARACI (1877-1879) - 23 GAETANO IANNI (1879 ) -1926) - 24 SALVATORE SANTORO (1926-1951) - 25 ROCCO SCICHILONE (1951-1966) - 26 VINCENZO ALESSI BATU (1966-1975 ) - 27 SALVATORE ARENA (1975-2000 ) - 28 ANTONINO RUSSO (2000- 2017) - 29 ANGELO CANNIZZARO (2017 a la fecha) .
La Arcipreste de Santa Maria della Neve es la iglesia madre de la ciudad de Mazarino desde 1763, salvo breves interrupciones.